# Avari
Gli Àvari, noti anche come Obri nelle cronache della Rus' di Kiev, come Abaroi o Varchonitai (in greco antico: Βαρχονίτες?, Varchonítes), o pseudo-Avari nelle fonti bizantine, come Apari (in turco antico: 𐰯𐰺) per i Göktürk, furono un'alleanza di diversi gruppi di nomadi eurasiatici di origini sconosciute vissuti tra la Tarda Antichità e l'Alto Medioevo.
Probabilmente conosciuti soprattutto per le loro invasioni e le distruzioni causate nelle guerre con i bizantini, avvenute dal 568 al 626, si suole anche definirli, nella storiografia straniera, come Avari di Pannonia e Dacia. La precisazione, la cui origine si deve alla zona in cui si stabilirono, resta necessaria per distinguerli dalle comunità di Avari del Caucaso, un popolo separato con cui non esistette alcun contatto storico o, quanto meno, se così fu non se ne ha certezza.
Per amministrarsi, gli Avari istituirono un khanato che comprendeva le aree interne del bacino carpatico e porzioni considerevoli dell'Europa centrale e dell'Europa orientale (Ungheria, Austria, Cechia, Slovacchia, Slovenia interna e parti della Polonia, Romania, Moldavia, Croazia interna, Serbia, Bosnia-Erzegovina interna e Bulgaria). Sebbene il primo riferimento agli Avari risalga alla metà del V secolo, quelli stanziatisi in Pannonia e Dacia comparvero nella scenario storico a metà del VI secolo, dopo esser giunti in fuga dalla steppa pontico-caspica dal dominio dei Göktürk. Secondo fonti contemporanee, gli avari formarono una classe superiore dominante ma numericamente piccola nei loro domini. Dopo un periodo di crisi, le guerre di conquista effettuate dall'impero carolingio contro gli avari stroncarono definitivamente l'esistenza del loro khaganato negli anni 790, causando la perdita del loro potere politico all'inizio del IX secolo e, poco dopo, della loro identità culturale.

## Le origini

### Avari e pseudo-Avari
Il primo chiaro riferimento all'etnonimo avaro si rintraccia in uno scritto di Prisco di Panion (morto dopo il 472). L'autore racconta che, nel 463 circa, i saraguri, gli onoguri e gli oguri furono attaccati dai sabiri, in fuga perché colpiti dagli avari. Questi ultimi, a loro volta, erano stati costretti a ingaggiare battaglia e a spingersi verso ovest, dovendo fuggire, come indicato in un passaggio poco chiaro, dai "grifoni mangia-uomini" provenienti dall'"oceano" (Priscus Fr 40). Mentre i resoconti di Prisco forniscono alcune informazioni sulla situazione etno-politica tra il fiume Don, il territorio del Kuban e il delta del Volga dopo la scomparsa degli Unni, non è possibile giungere a conclusioni univoche. Denis Sinor ha sostenuto che chiunque fossero gli "Avari" a cui fa riferimento Prisco, non potevano dirsi con certezza gli stessi apparsi un secolo dopo, durante il dominio di Giustiniano (che regnò dal 527 al 565).
Il successivo autore a menzionare gli avari, Menandro Protettore, attivo nel VI secolo, segnala di ambasciatori göktürk giunti a Costantinopoli nel 565 e 568. I turchi si erano irritati per la scelta dei bizantini di stringere un'alleanza con gli avari, considerati dai primi come loro sudditi e schiavi. Turxanthos (Tamgan), un principe turco, definisce gli avari "Varconiti" e "schiavi fuggiti dei Turchi", in numero massimo di "circa 20.000" individui (Menander Fr 43).
Molti altri dettagli, invero un po' confusionari, provengono da Teofilatto Simocatta, che scrive nel 629 circa, il quale descrive gli ultimi due decenni del VI secolo. In particolare, afferma di citare una lettera di trionfo del signore turco Tamgan:
Che nessuno pensi che stiamo stravolgendo la storia di questi tempi perché si suppone che gli Avari siano quei barbari vicini all'Europa e alla Pannonia, e che il loro arrivo sia stato anteriore ai tempi dell'imperatore Maurizio. È stato infatti per via di un errore di denominazione che i barbari dell'Ister hanno assunto l'appellativo di Avari; l'origine della loro razza sarà presto rivelata.
Così, se torniamo al nostro racconto, quando gli Avari furono sconfitti alcuni di loro fuggirono da quelli che abitano Taugast. Taugast è una città famosa, che dista in totale millecinquecento miglia da quelli che sono chiamati Turchi, [...] Alcuni tra gli Avari, che declinarono a più umili fortune a causa della loro sconfitta, vennero da coloro che sono chiamati Moukri; questa nazione è la più vicina agli uomini di Taugast;
In futuro, i Chagan si imbarcarono in un'altra impresa e sottomisero tutti gli Ogur, una delle tribù più forti a causa della loro numerosa popolazione e della loro predilezione per l'arte guerra. Questi si stabiliscono a est, lungo il corso del Til, che i Turchi sono soliti chiamare Melas. I primi capi di questa nazione si chiamavano Var e Chunni; per metonimia, anche quelle nazioni sottoposte alla loro autorità ricevettero la medesima denominazione, essendo state infatti chiamate Var e Chunni.
Poi, mentre l'imperatore Giustiniano era al potere, una piccola parte di questi Var e Chunni fuggì da quella tribù ancestrale e si stabilì in Europa. Questi si chiamavano Avari e glorificavano il loro capo con l'appellativo di Chagan. Dichiariamo, senza allontanarci minimamente dalla verità, come giunsero loro i mezzi per cambiare il loro nome. [...] Quando i Barsili, gli Onoguri, i Sabiri e altre nazioni unne oltre a queste videro che una parte di coloro che erano ancora Var e Chunni era fuggita nelle loro regioni, caddero nel panico estremo, poiché sospettavano che i coloni fossero Avari. Per questo, onorarono i fuggitivi con splendidi doni, credendo di ricevere in cambio da loro garanzie.
Poi, dopo che i Var e i Chunni videro il buon auspicio iniziare la loro migrazione, fecero proprio l'errore degli ambasciatori e si chiamarono Avari: tra le nazioni scite, quella degli Avari si dice sia la tribù più abile. Di fatto, fino ai nostri giorni, gli Pseudo-Avari (perché è più corretto riferirsi a loro in questo modo) sono divisi nella loro discendenza, con alcuni che portano il nome antico di Var mentre altri sono chiamati Chunni.»

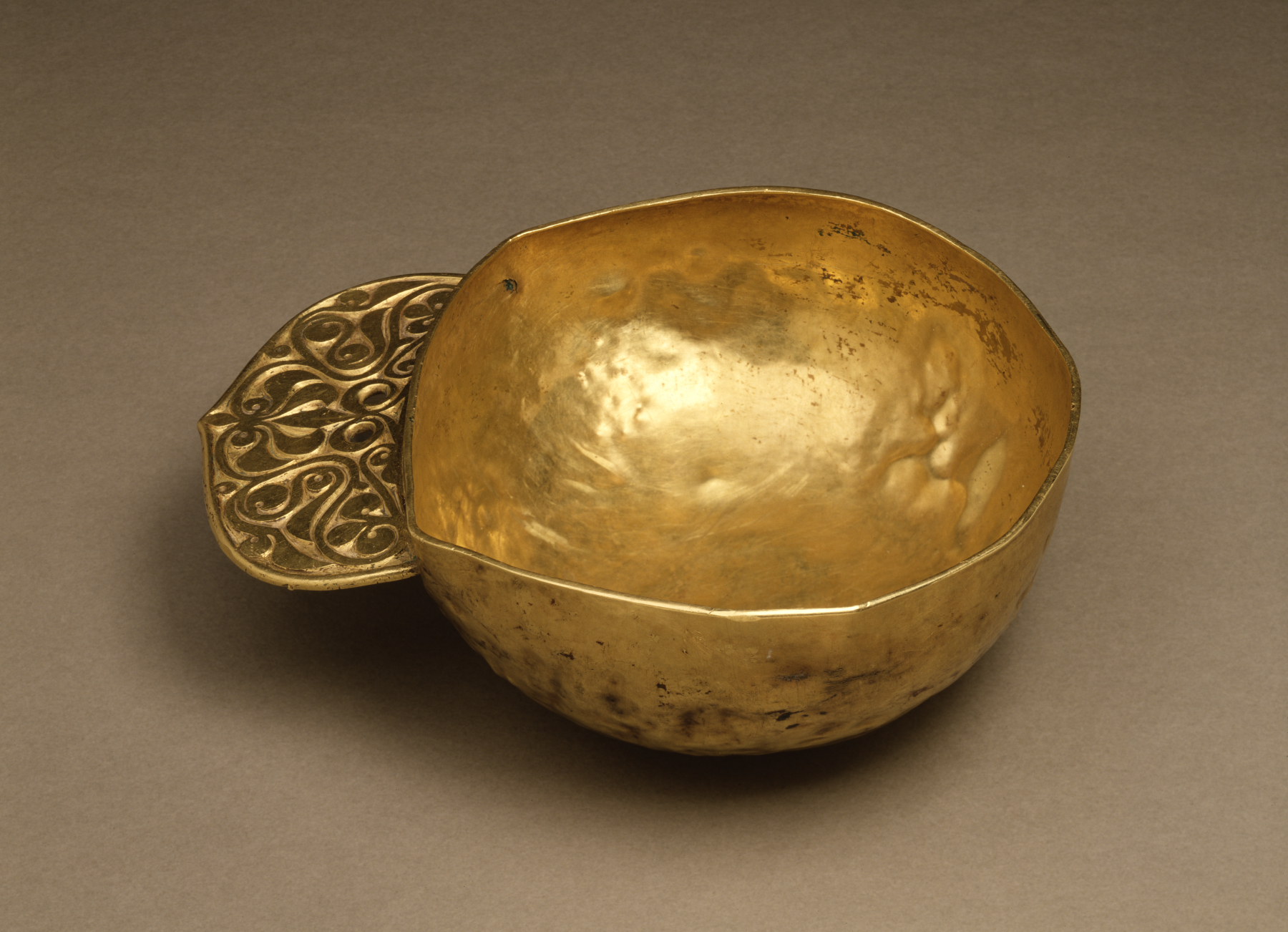
Ciotola avara in oro trovata nella moderna prefettura di Tirana, in Albania

Secondo l'interpretazione di alcuni studiosi, i turchi insistevano sul fatto che gli avari fossero in realtà solo degli "pseudo-Avari", potendo così fregiarsi di essere l'unico formidabile dominatore della steppa eurasiatica. Da qui, le discettazioni sulla provenienza dei "veri Avari" si sono susseguite in maniera incessante, con alcuni che hanno segnalato come non si riesca a comprendere, da parte dei turchi, la necessità di sottolineare che gli avari non fossero a loro affiliati, ammesso che effettivamente possa avere ragione di esistere il distinguo tra pseudo e veri avari. Inoltre, si è messa in dubbio l'autenticità del racconto di Teofilatto, il quale avrebbe preso in prestito informazioni dai resoconti di Menandro dei negoziati bizantino-turchi per soddisfare le esigenze politiche del suo tempo, ovvero mettere in cattiva luce e sminuire gli avari durante un periodo di relazioni bilaterali politiche tese con i bizantini (in coincidenza con le campagne dell'imperatore Maurizio nei Balcani settentrionali). Il risultato è stato spingere gli studiosi a compiere le più disparate ipotesi sulla loro provenienza, con autori che propendono ora per i monti Altaj (corrispondendo dunque agli Juan-Juan, ovvero gli Hua delle fonti cinesi), ora per la Manciuria o addirittura per la Corea del Nord.

### Uar, rouran e altri popoli dell'Asia centrale
Secondo alcuni studiosi, gli avari pannonici avrebbero avuto origine da una confederazione, nata nella regione del mare di Aral, composta dagli uar (noti anche come Ouar, Warr o Var) e dagli xūn (Chioniti) (noti anche come Chionitae, Chunni, Hunni, Yun e nomi simili). Gli uar si esprimevano probabilmente in una lingua uralica in precedenza, mentre i chioniti interloquivano adoperandone una iranica e/o turca. Una terza tribù, precedentemente affiliata agli uar e ai chioniti, gli eftaliti o unni bianchi, era rimasta nell'Asia centrale e nella zona settentrionale nell'Asia meridionale. In alcune traslitterazioni, il termine Var è reso Hua, ovvero un sostantivo cinese alternativo riservato agli eftaliti. Mentre una delle città più significative per gli eftaliti era Walwalij o Varvaliz, questo potrebbe anche essere un termine iranico che stava per "fortezza superiore". Gli avari pannonici erano inolrre conosciuti con nomi tra cui Uarkhon o Varchonites, che potrebbero essere state parole macedonie che combinavano Var e Chunni.
Lo storico del XVIII secolo Joseph de Guignes postulò un legame tra gli avari europei con il khaganato rouran (柔然S, Róu rán)P) dell'Asia interna sulla base di una coincidenza tra la lettera di Tardan Khan a Costantinopoli e gli eventi registrati in fonti cinesi, in particolare Wei Shu e Bei Shi. Queste ultime affermano che Bumin Qaghan, fondatore del primo khaganato turco, sconfisse i rouran, alcuni dei quali fuggirono e si unirono alla dinastia Wei occidentale. Più tardi, il successore di Bumin, Muqan Qaghan, sconfisse gli eftaliti e i Tiele, di etnia turca. Queste vittorie riecheggiano superficialmente in una narrazione di Teofilatto, che descrive con toni lusinghieri i risultati di Tardan riportate su eftaliti, avari e oguri. Tuttavia, le due serie di eventi non sono state redatte negli stessi anni: gli eventi narrati dallo storico bizantino ebbero luogo durante il dominio di Tardan (tra il 580 circa e il 599), mentre le fonti cinesi che si riferiscono alla sconfitta turca dei rouran e di altri popoli dell'Asia centrale parlano di qualcosa accaduto 50 anni prima, nel momento della fondazione del khaganato turco. Per questo motivo, il filone minoritario a cui aderiscono, tra gli altri, il linguista ungherese János Harmatta e lo storico cinese Yu Taishan, rifiutano di associare gli avari con i rouran.

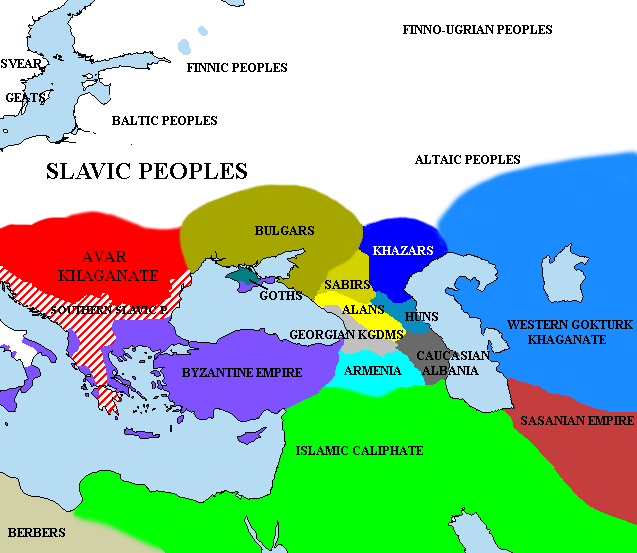
La steppa del Ponto nel 650 circa: si possono vedere gli antichi territori occupati dai cazari, dai bulgari e dagli avari

Secondo Edwin G. Pulleyblank, la denominazione "avari" andrebbe affiliata al "Wuhuan" delle fonti cinesi, cioè il sostantivo adoperato per indicare il ceto nobile dei rouran. Diversi storici, tra cui Denis Sinor, suggeriscono che gli avari siano di origine turca, probabilmente del ramo oghur. Un'altra teoria immagina che alcuni degli avari fossero di origine tungusa. Uno studio di Emil Heršak e Ana Silić suggerisce che gli avari erano di origine eterogenea, inclusi perlopiù gruppi turchi (ogurici) e mongoli. Successivamente, a seguito del loro assestamento in Europa, alcuni gruppi germanici e slavi finirono assimilati agli avari. Nel momento della conclusione del loro lavoro, i due ricercatori hanno concluso che l'esatta affiliazione etnica è destinata probabilmente a rimanere sconosciuta, malgrado a loro giudizio si possa azzardare che si trattasse di tribù turche (oguriche).

### Dinamiche dell'impero della steppa ed etnogenesi
Nel 2018, Walter Pohl ha riassunto così la formazione di imperi nomadi:
2. Questi gruppi erano, di solito, di origine mista e ciascuno dei suoi componenti faceva parte di una comunità eterogenea più vasta numericamente.
3. Fondamentale nel processo di secessione risultò l'elevazione di un khagan, evento che comportò la costituzione di un apparato statale e una conseguente strategia espansionista. Questo gruppo aveva anche bisogno di un nuovo nome che desse a tutti i suoi primi seguaci un senso di coesione e di identità autonoma.
4. La designazione assunta da nuovi gruppi di cavalieri della steppa era spesso estratta da un repertorio di nomi prestigiosi che non denotavano necessariamente un'affiliazione o una discendenza diretta da quelli prescelti; nell'Alto Medioevo, unni, avari, bulgari e ogur, o nomi collegati a -(o)gur (kutriguri, utiguri, onoguri, ecc.), erano i più gettonati. Nel processo di assegnazione del nome, avevano un ruolo sia le percezioni degli estranei della papabile popolazione presa in considerazione che l'opinione dei membri della comunità secessionista di turno. Questi nomi erano anche legati a tradizioni prestigiose che esprimevano direttamente piani e programmi politici, i quali dovevano passare per dei successi in campo politico e militare. Nel mondo della steppa, dove gli agglomerati di gruppi erano piuttosto fluidi, era fondamentale sapersi confrontare con un potere emergente. La gerarchia simbolica del prestigio, espressa soprattutto attraverso i nomi, permetteva sia ad alleati che a rivali di orientarsi.»
In un passaggio successivo, egli ribadisce: "non si trattò di un processo lineare, in cui una comunità eterogenea poteva trasformarsi negli avari. A seconda delle condizioni politiche, si poteva giungere a un’'avarizzazione' o alla formazione di nuove entità regionali". Inoltre, l'identità avara era fortemente legata alle istituzioni politiche affiliate al loro khaganato, che amministrava vari gruppi. Con la caduta definitiva della potenza avara all'inizio del IX secolo, l'identità dei suoi membri scomparve abbastanza istantaneamente, mentre il lascito sopravvisse per diverso tempo.

### Antropologia

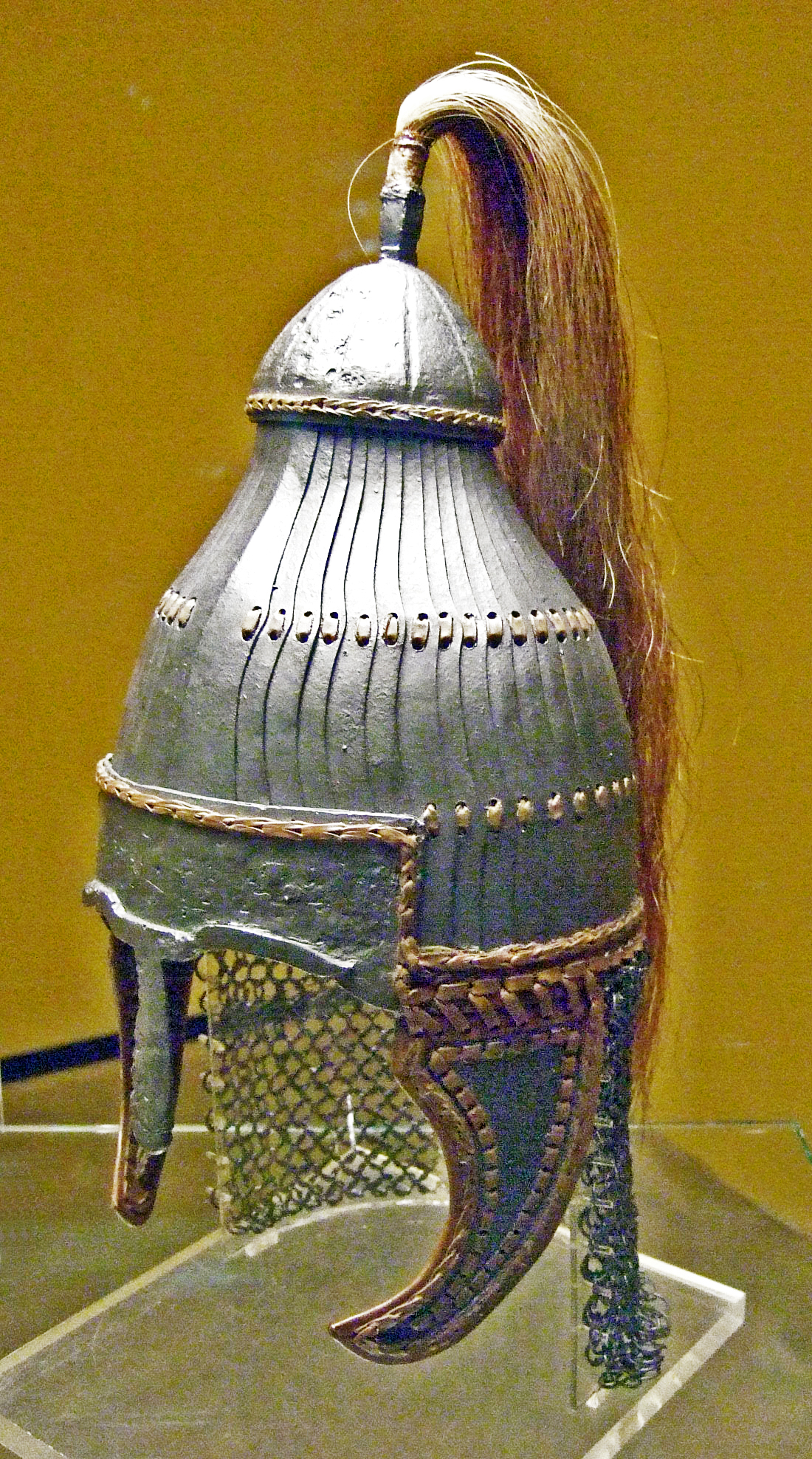
Ricostruzione di un elmo lamellare esposto a Niederstotzingen. Datato tra 560 e 600, è considerato legato alla cultura militare avara

Nell'arte contemporanea, gli avari erano talvolta raffigurati come arcieri a cavallo, che cavalcavano all'indietro sui loro equini. Secondo antropologi fisici della metà del XX secolo come Pál Lipták, i resti umani dell'antico periodo avaro (VII secolo) presentavano caratteristiche perlopiù "europoidi", mentre il materiale funerario indicava legami culturali con la steppa eurasiatica. I cimiteri risalenti al tardo periodo avaro (VIII secolo) includevano molti resti umani con caratteristiche fisiche tipico di individui dell'Asia orientale o eurasiatici (cioè persone con origini sia dell'Asia orientale che europea). I resti con tratti genetici dell'Asia orientale o eurasiatici sono stati trovati in circa un terzo delle tombe avare dell'VIII secolo. Secondo Lipták, il 79% della popolazione della regione del Danubio e del Tibisco durante la parentesi avara mostrava caratteristiche europoidi. Tuttavia, Lipták adoperava una classificazione obsoleta nel rivolgersi ai "mongoloidi" del nord-est asiatico e ai "turanidi" per individui di origine mista. Diverse teorie suggeriscono che la classe dirigente degli avari fosse totalmente o parzialmente tungusa, cioè di origine dell'Asia orientale.

### Genetica
Uno studio genetico pubblicato su Scientific Reports nel settembre del 2016 ha esaminato il DNA mitocondriale di 31 persone sepolte nel bacino dei Carpazi durante il periodo avaro tra il VII e il IX secolo d.C. Sono stati trovati perlopiù portatori di aplogruppi europei come l'H, il K, il T e l'U, mentre circa il 15% recava aplogruppi asiatici come il C, l'M6, il D4c1 e l'F1a. Il loro DNA mitocondriale è risultato essere principalmente caratteristico dell'Europa orientale e meridionale.
Uno studio genetico pubblicato sull'American Journal of Physical Anthropology nel 2018 ha esaminato 62 individui sepolti nell'VIII e nel IX secolo in una sepoltura avaro-slava a Cífer-Pác, in Slovacchia. Dei 46 campioni di DNA mitocondriale estratti, il 93,48% apparteneva a lignaggi dell'Eurasia occidentale, mentre il 6,52% apparteneva a lignaggi dell'Eurasia orientale. La prima categoria era superiore, in termini di percentuale, a quella delle moderne popolazioni europee, ma inferiore a quella riscontrata in altri studi genetici concentrati sugli avari. Il DNA mitocondriale degli individui esaminati è risultato abbastanza simile agli slavi medievali e moderni, ed è stato suggerito che la popolazione mista esaminata fosse emersa attraverso matrimoni misti tra maschi avari e femmine slave.
Uno studio genetico pubblicato su Scientific Reports nel novembre 2019 ha esaminato i resti di quattordici maschi avari. Undici di essi sono stati ascritti al periodo antico, tre al medio e tardo periodo. Il cluster degli undici maschi avari del ciclo meno recente erano portatori degli aplogruppi paterni N1a1a1a1a3 (quattro campioni), N1a1a (due campioni), R1a1a1b2a (due campioni), C2 G2a e I1. I tre maschi datati al periodo avaro medio e tardo recavano con sé gli aplogruppi paterni C2, N1a1a1a1a3 e E1b1b1a1b1a. Le spoglie studiate hanno permesso di scoprire che i campioni avevano tutti occhi scuri e capelli scuri, con la maggior parte di loro principalmente originaria dell'Asia orientale.
Uno studio genetico pubblicato su Scientific Reports nel gennaio 2020 ha esaminato i resti di ventisei individui sepolti in vari cimiteri d'élite avari nel bacino pannonico risalenti al VII secolo. Il DNA mitocondriale di questi defunti presentava affinità con gli aplogruppi dell'Asia orientale, mentre il cromosoma Y era esclusivamente di origine orientale e "sorprendentemente omogeneo", appartenente nel dettaglio ad aplogruppi N-M231 e Q-M242. Quanto appreso ha lasciato scoprire che l'élite avara era in gran parte patrilineare ed endogama per una fase lunga circa un secolo, ed è entrata nel bacino pannonico attraverso le migrazioni dall'Asia orientale che coinvolsero sia uomini che donne.

## Storia

### Arrivo in Europa

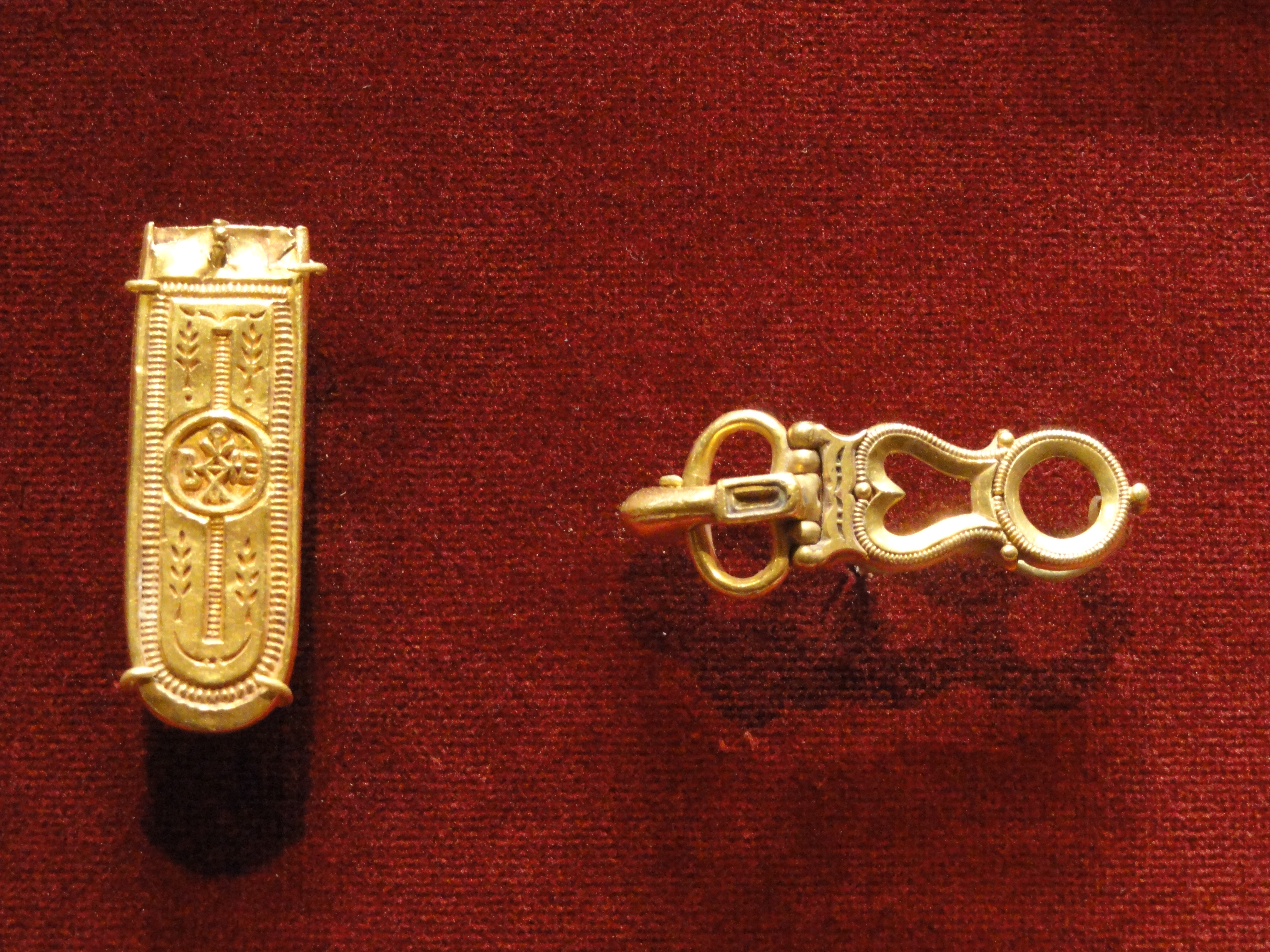
Fibbie avare per cintura del VII secolo, museo d'arte di Cleveland, USA

Dopo il 555, gli avari si spostarono verso ovest sotto la pressione dei göktürk. Entro il 557, o poco più tardi, si stanziarono nell'area della steppa di quella che sarebbe poi diventata la Russia meridionale e l'Ucraina.
Nel 557, gli avari inviarono un'ambasciata a Costantinopoli, presumibilmente dal Caucaso settentrionale: ciò segnò il loro primo contatto con l'impero bizantino. In cambio dell'oro, accettarono di soggiogare le "ribelli gentes" per conto dei bizantini: successivamente, conquistarono e incorporarono varie tribù nomadi (kutriguri e sabiri), inclusi in un momento seguente gli anti. Nel 562 gli avari controllavano il basso bacino del Danubio e le steppe a nord del mar Nero. Quando arrivarono nei Balcani, gli avari contavano numericamente un gruppo eterogeneo composto da circa 20.000 cavalieri: dopo che l'imperatore bizantino Giustiniano I (al potere dal 527 al 565) li assoldò come mercenari, questi si spinsero verso nord-ovest, in Germania. Tuttavia, la resistenza dei franchi fermò l'espansione degli avari verso quella direzione.
Alla ricerca di ricche terre dove poter pascolare, gli avari inizialmente chiesero di insediarsi a sud del Danubio nell'attuale Bulgaria, ma i romei rifiutarono, ricorrendo alla minaccia che avrebbero avviato trattative con i göktürk per scacciarli qualora avessero decisero di aggredirli. Gli avari rivolsero la loro attenzione al bacino carpatico e alle difese naturali che offriva.
Tuttavia, il bacino dei Carpazi fu poi occupato dai gepidi. Nel 567, gli avari si allearono con i longobardi, nemici dei gepidi, e insieme arrecarono gravi danni a gran parte del regno di questi ultimi. Gli avari poi persuasero i longobardi a trasferirsi nell'Italia settentrionale, un'invasione che segnò l'ultimo movimento migratorio germanico nell'ambito delle invasioni barbariche.
Continuando la loro politica di successo volta a mettere i vari barbari l'uno contro l'altro, i bizantini persuasero gli avari ad attaccare gli sclaveni in Scizia Minore (moderna Dobrugia), una terra ricca di beni. Dopo aver devastato gran parte della terra degli sclaveni, gli avari tornarono in Pannonia, dopo che molti sudditi del khaganato avevano disertato a favore dell'imperatore bizantino. Quando questo non fu in grado di pagare sussidi o assumere mercenari avari, questi fecero irruzione in varie zone dei Balcani. Secondo Menandro, Baian comandò un esercito di 10.000 kutriguri bulgari e saccheggiò la Dalmazia nel 568, tagliando di fatto il collegamento terrestre bizantino con l'Italia settentrionale e l'Europa occidentale.
Nel 574, dopo numerose scaramucce tra avari e romei nei Balcani, ebbe luogo l'unica grande battaglia campale tra queste due grandi potenze europee dell'Alto Medioevo; in quell'occasione, i primi surclassarono i loro avversari sotto il generale Tiberio, costretto a versare 80.000 pezzi d'oro all'anno. Anche grazie a tale evento, gli avari cominciarono con costanza ad accumulare ingenti ricchezze, in virtù dei tributi che venivano loro versati innanzitutto dall'impero bizantino e dai franchi. Dal momento in cui si stipulò la pace e fino al 578 fu portata avanti un'insolita cooperazione tra Costantinopoli e il khaganato in chiave anti-slava. Dal 579, come testimoniano le fonti, iniziò a fruttare guadagno anche la pratica dello scambio di ostaggi.

### Ciclo avaro antico (580-670)

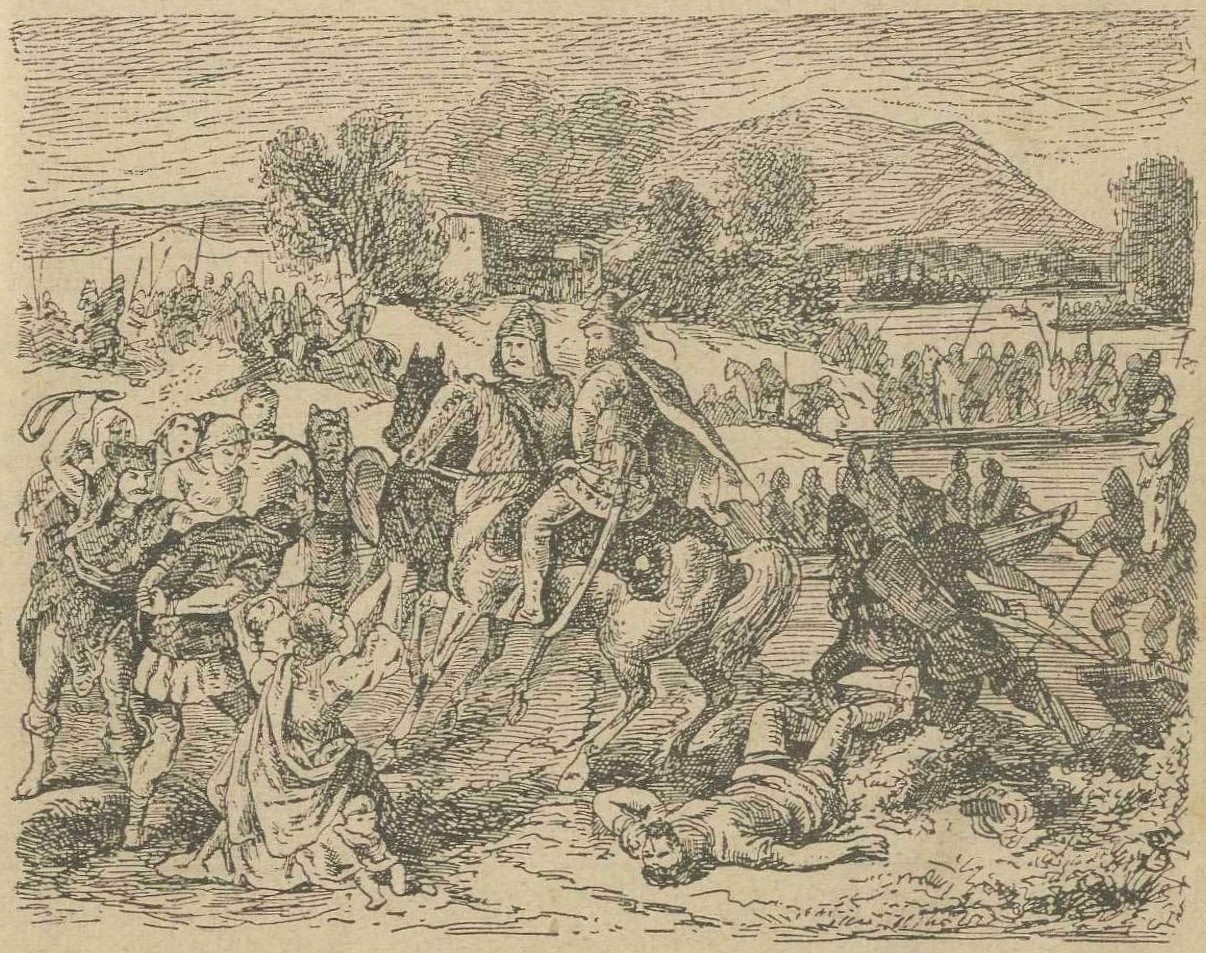
Illustrazione del 1885 che ritrae gli avari intenti a saccheggiare le terre balcaniche

Nel 582, a seguito di due anni di lotte, gli avari avevano terminato di cingere d'assedio Sirmio, un importante forte in Pannonia. Sempre nello stesso anno, il khagan avaro Baian si assicurò la supremazia su diverse comunità slave, bulgare e germaniche che vivevano in Pannonia e nel bacino dei Carpazi, facendo raggiungere al suo regno, prima della sua morte, il massimo apogeo. Quando i romei si rifiutarono di aumentare l'importo della paga come richiesto dal figlio e successore di Baian I, Baian II (al potere dal 584), gli avari sottomisero con successo Singidunum e Viminacium. Tuttavia, essi subirono delle battute d'arresto durante le campagne balcaniche dell'imperatore Maurizio negli anni 590.
Alla fine dell'estate del 591, dopo quasi 20 anni di guerra, Costantinopoli concluse un trattato di pace con l'impero persiano e si sentì abbastanza potente da riconquistare i Balcani, caduti sotto l'influenza avara e slava. Già nel 592, l'esercito dell'imperatore Maurizio sottrasse la città di Singidunum al controllo della popolazione di origine asiatica. Sotto il generale Prisco, i romei tornarono in possesso delle strade principali che collegavano i principali centri urbani romani a sud del Danubio e avanzarono addirittura in territorio slavo. Le incursioni avare e slave nelle zone sopra indicate, tuttavia, continuarono senza sosta. Prisco fu sostituito come comandante in capo dell'esercito bizantino dal fratello di Maurizio, Pietro, il quale continuò essenzialmente la stessa tattica del suo predecessore fino al 595. Non si verificarono in quel frangente scontri degni di nota tra le due fazioni.
Nel 595, il merovingio Childeberto II tentò di sfruttare la disputa in corso su Singidunum al fine di scatenare un attacco ai possedimenti degli avari sulla Drava (l'odierna Carinzia). Tuttavia, l'esercito invasore bavarese fu completamente sbaragliato. Per rappresaglia, un esercito avaro giunse in Turingia e imperversò nelle città e nelle campagne, e la principessa Brunechilde dovette comprare il loro ritiro a caro prezzo. Tuttavia, poiché non ci furono ulteriori avanzamenti nell'ovest dell'impero, si presume che si trattò principalmente di una dimostrazione di forza compiuta dal khaganato per rendere inequivocabilmente chiaro che la valle della Drava apparteneva alla sfera d'influenza avara. Questa scelta tattica si rivelò verosimilmente efficace, considerando che non si registra alcuna incursione bavarese in territorio avaro nei successivi 15 anni.
Forti dei successi sul fronte occidentale, gli avari procedettero a realizzare un'altra offensiva nei Balcani dal 597 in poi. L'esercito di Prisco dovette rifugiarsi a Tomis, ma il 30 marzo 598 gli avari interruppero l'assedio da poco avviato perché il generale Comenziolo si appropinquò all'odierna città romena alla testa di un esercito appena formato. Gli avari sconfissero più avanti Comenziolo presso una costruzione difensiva situata sulle rive del fiume Jantra. Gli avari approfittarono della vittoria e si spinsero, di gran fretta, fino a Drizipara, situata orientativamente tra Adrianopoli e Costantinopoli. Solo la peste, che decimò gran parte dell'esercito avaro e sette figli del khagan Baian, impedì che proseguisse l'avanzata. Gli avari furono forse persuasi a ritirarsi definitivamente dietro il pagamento di un tributo.
Già nell'estate del 599, i bizantini ruppero nuovamente il trattato di pace con gli avari. Prisco e Comenziolo attraversarono il Danubio all'altezza Viminacium e riuscirono a prevalere su un esercito frettolosamente radunato sotto il comando dei figli di Baian, quelli sopravvissuti allo scoppio della peste del 598. Prisco ottenne un risultato positivo inatteso, spingendosi nel cuore della pianura pannonica e nelle regioni a est del Tibisco, mentre Comenziolo si limitò a raggiungere quasi le acque del Danubio. Sempre nel 599, il massacro particolarmente crudele di tre villaggi gepidi, con un totale di 30.000 morti e un numero imprecisato di prigionieri, diede il via a una scia di violenza durata fino al 602. Nonostante i danni, all'inizio del nuovo secolo, non senza fatica, gli avari avevano istituito un impero nomade che governava su una moltitudine di popoli e si estendeva, in maniera approssimativa, dall'Austria moderna a ovest fino alle steppe pontico-caspiche a est.
Nel 602 gli avari sotto il comandante Apsich inflissero un colpo devastante agli anti, che erano alleati di Bisanzio. Dopo essere stati però sconfitti nelle battaglie di Viminacium poco dopo averla acquisita, alcuni avari disertarono a favore dei bizantini nel 602, ma l'imperatore Maurizio decise di non fare ritorno a Costantinopoli, come era consuetudine. Al contrario, mantenne il suo accampamento militare oltre il Danubio per tutto l'inverno, ma difficoltà di vario genere causarono lotte intestine e costarono la vita all'imperatore, concedendo agli avari la tregua di cui avevano disperato bisogno. Approfittando della situazione, essi tentarono di compiere un'ultima campagna d'invasione nell'Italia settentrionale nel 610. La guerra civile bizantina scatenò un'invasione persiana nell'ambito della guerra romano-persiana del 602-628 e, dopo il 615, gli avari godettero della possibilità di agire indisturbati negli indifesi Balcani.

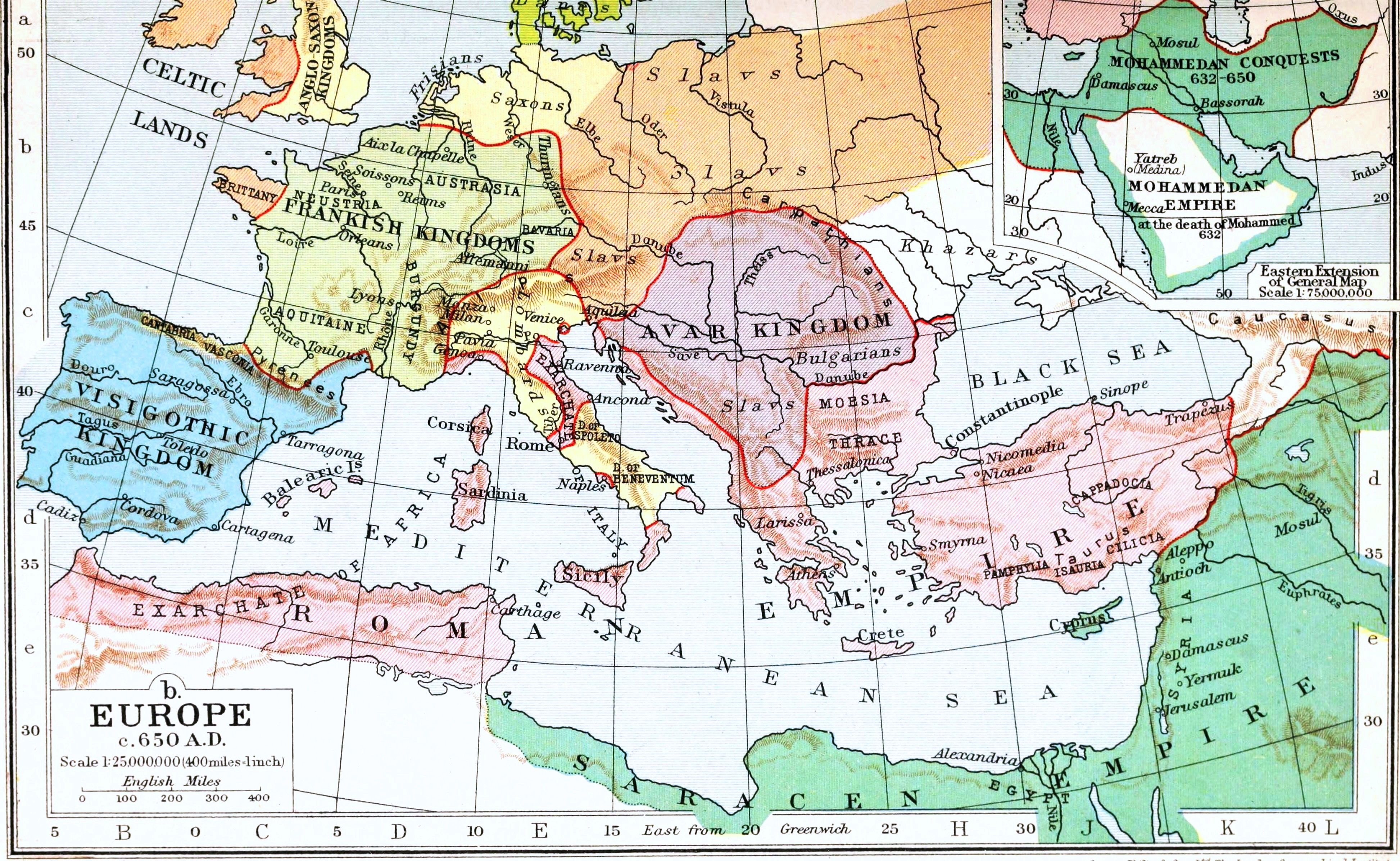
Il khaganato avaro intorno al 650

Durante i negoziati con l'imperatore Eraclio I sotto le mura di Costantinopoli nel 617, gli avari lanciarono un attacco a sorpresa: pur non essendo in grado di catturare il centro della città, ne saccheggiarono i sobborghi e presero 270.000 prigionieri. I pagamenti in oro e merci agli avari raggiunsero il salatissimo totale di 200.000 solidi poco prima del 626. Nel 626, gli avari cooperarono con le forze sasanidi nel fallito assedio avvenuto durante il medesimo anno. In seguito a questa sconfitta, il potere politico e militare cominciò una lenta ma graduale fase discendente. Le fonti bizantine e franche documentano una guerra, le cui cause risalivano a prima del 626, tra gli avari e alcune comunità di slavi occidentali sottoposte al loro khaganato, i venedi: il conflitto arrise a questi ultimi, che si separarono e divennero un gruppo autonomo lontano dai Balcani.
(Cronaca di Fredegario (642 circa), Libro IV, Sezione 48)
Negli anni 630, Samo, il sovrano del primo governo slavo storicamente noto sotto il nome di Unione tribale di Samo o regno di Samo, aumentò la sua autorità sulle terre a nord e ad ovest del khaganato a spese degli avari, malgrado gli storici abbiano compiere solo speculazioni su quali esattamente furono le sue conquiste; egli rimase al potere fino alla sua morte, avvenuta nel 658.
La Cronaca di Fredegario registra che, durante la ribellione di Samo del 631, 9.000 bulgari guidati da Alcioco, il primo khagan di quella popolazione di cui si abbia notizia, lasciarono la Pannonia in direzione dell'odierna Baviera, dove Dagoberto I si difese in maniera compatta e massacrò la maggior parte degli aggressori. I restanti 700 si unirono poi ai venedi. All'incirca all'epoca del regno di Samo, il capo bulgaro Kubrat della tribù dei Dulo condusse con successo una rivolta per porre fine all'autorità avara sulla pianura pannonica, gettando le basi per la fondazione della Grande Bulgaria o Patria Onoguria, ovvero "la patria degli Onoguri". La guerra civile, forse una lotta di successione avvenuta in Onoguria tra le forze congiunte dei kutriguri e degli utiguri, infuriò dal 631 al 632: il potere dei kutriguri fu spazzato via e gli avari, loro alleati, ricaddero sotto il controllo della Grande Bulgaria. Allo stesso tempo, secondo il De administrando imperio di Costantino VII Porfirogenito (X secolo), un gruppo di croati si separò dai croati bianchi, che vivevano nella terra omonima, e giunsero di propria volontà, o su sollecito dall'imperatore bizantino Eraclio (610-641), per combattere gli Avari, dopodiché, alla fine, si organizzarono in un proprio principato in Dalmazia.
Nel 650, complice la prosecuzione delle incursioni nel regno franco, i primi avari poterono far ritorno nell'attuale Slovacchia occidentale e, dall'VIII secolo in poi, nella Moravia meridionale; lì, convissero di nuovo con gli slavi. La scoperta è avvenuta con lo studio dei reperti archeologici, che presentavano caratteristiche culturali miste. All'estremità orientale del khaganato e nel sud, i principi slavi, in virtù del loro isolamento, riuscirono a disfarsi con facilità della sovranità straniera e si trasferirono nella penisola balcanica. Con la morte di Samo, solo alcune tribù slave tornarono sotto il dominio degli avari; il khan bulgaro, invece, morì nel 665 e gli successe Batbajan.

### Ciclo medio (670-720) e tardo avaro (720-804)

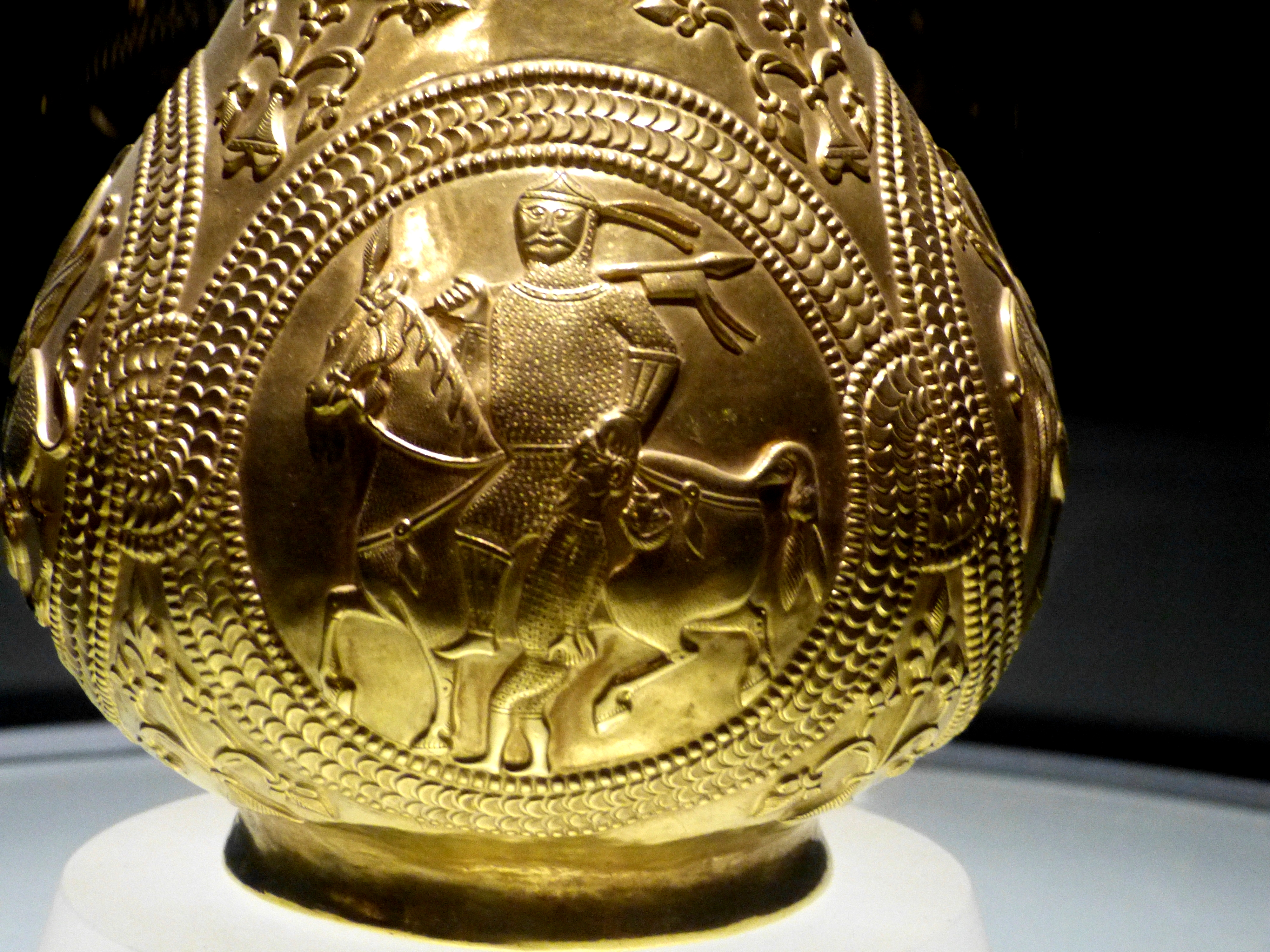
Una brocca d'oro dal tesoro di Nagyszentmiklós raffigurante un guerriero con il suo prigioniero. Gli esperti non hanno compreso se si tratta di un guerriero bulgaro, cazaro o avaro

La Chronica Picta riporta che, negli anni 670, l'etnia dei bulgari onoguri (Ungri) si stabilì definitivamente in Pannonia. Dopo la dipartita del khan Kubrat o pochi anni dopo al tempo di Bezmer, l'impero si sciolse in cinque diversi gruppi tribali. Due di essi, capeggiati da Batbajan e Kotrag, furono sottomessi dall'emergente impero cazaro, mentre il terzo, guidato da Asparukh, si insediò nei pressi del Danubio e nella Bulgaria stabilizzando la sua presenza con la vittoria nella battaglia di Ongal. Un quarto nucleo di persone si trasferì a Ravenna, mentre il quinto, condotto da Kuber, si trasferì nel khaganato avaro. Secondo i Miracula Sancti Demetrii del VII secolo, l'alleanza avaro-slava dalla Carpazia settentrionale costrinse i Bulgari a sud dell'Onoguria occidentale (nei pressi di Sirmio), all'incirca nello stesso periodo, in cui ebbe luogo la battaglia di Ongal a sud dei Carpazi orientali. La presenza di una fusione culturale emerge dallo studio compiuto dagli archeologi dei reperti: è il caso di un nuovo stile di realizzazione dei fermagli per i codini, di sciabole curve o di archi larghi e simmetrici, che segnano l'inizio del ciclo avaro-bulgaro medio (670-720). I bulgari onoguri sotto Kuber finirono espulsi dall'Onoguria occidentale e dovettero spostarsi a sud, stabilendosi nell'attuale regione della Macedonia. Quando poi subentrò in veste di khan il già citato Asparukh, padre di Tervel, il trasferimento dalla Macedonia alle rive del Danubio, tra 679 e 681, avvenne in modo permanente, comportando la costituzione del primo impero bulgaro con capitale a Onogur, nell'attuale distretto di Dobrič. Sebbene l'impero avaro si fosse ridotto alla metà delle sue dimensioni originali, la nuova alleanza avaro-slava consolidò il loro dominio ad occidente, più nello specifico nelle zone centrali del bacino medio-danubiano, ed estese la loro sfera di influenza ad ovest fino al bacino di Vienna. Comparvero allora nuovi centri regionali, come quelli vicino a Ozora, Dunapentele, Dunapataj, Cibakháza, Kiskőrös e Igar, tutti compresi nei confini nell'odierna Ungheria. Pertanto, la secolare lotta tra bizantini e avari terminò senza che fosse stato mai tracciato un confine comune, essendosi frapposte da allora nuove entità statali o para-statali tra khaganato e impero latino.

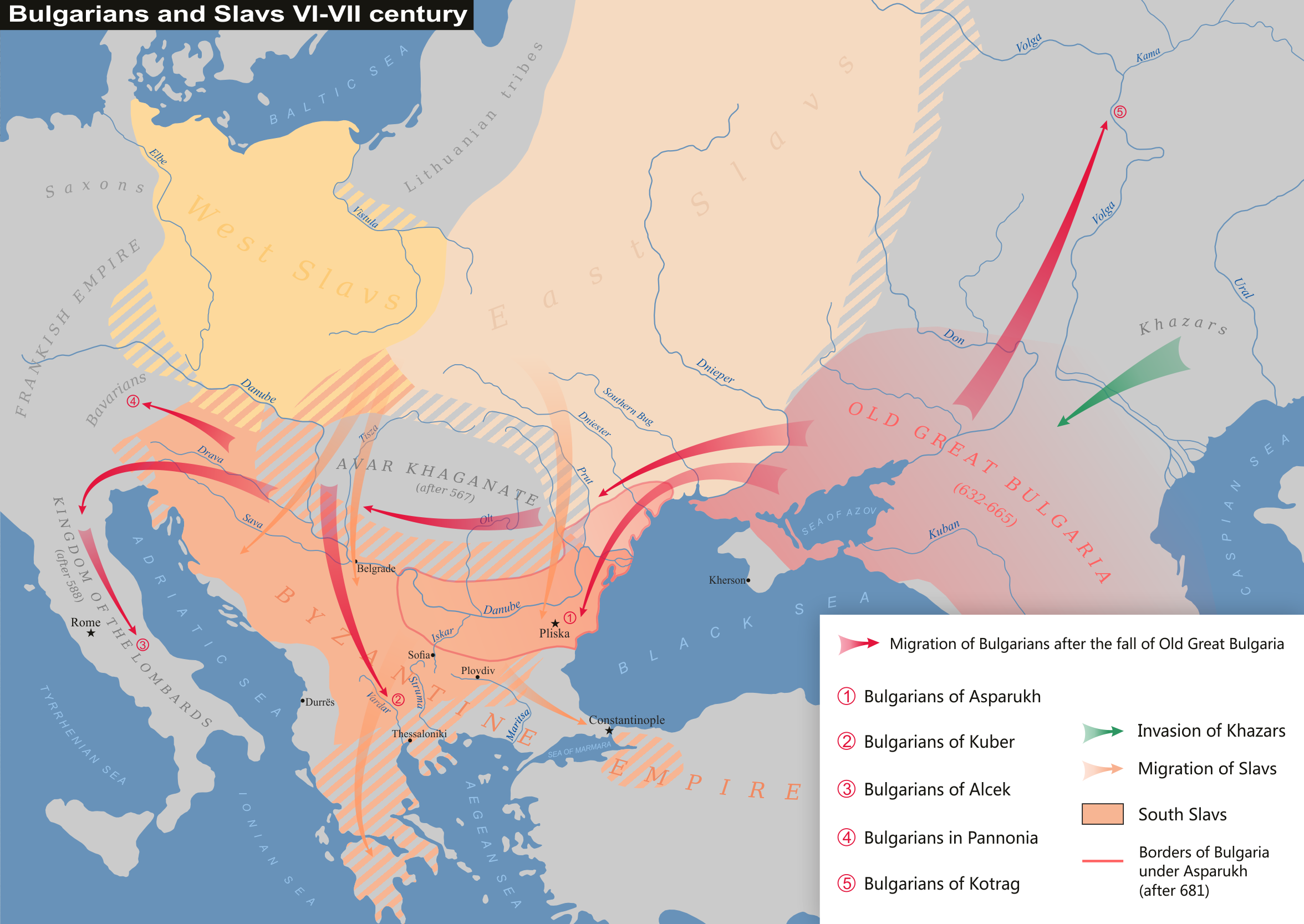
Il khaganato avaro, gli slavi e i bulgari nel VI-VII secolo

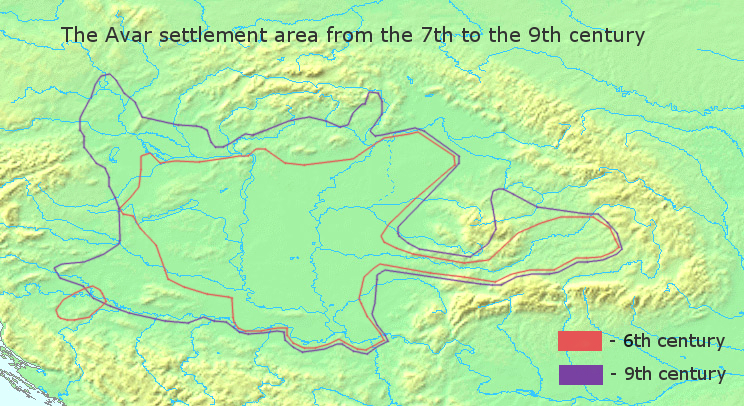
L'area di insediamento degli avari tra il VII e il IX secolo secondo Éva Garam

Alla fine del VII secolo, gli avari governavano ancora tutta la Pannonia e la Carantania, quindi essenzialmente parti dell'odierna Austria, Slovacchia, Slovenia, Ungheria e Romania. Ad est la loro influenza si estendeva al Dnestr, nell'odierna Moldavia, e talvolta fino al Dnepr, in Ucraina. La stragrande maggioranza della popolazione si stabilì e i confini etnici oltre che sociali scomparvero. I villaggi divennero più grandi e più popolosi, mentre le tombe che presentano armi di quel periodo sono limitate alle zone di confine e ai luoghi di importanza strategica.
Intorno al 740, il duca dei carantani, Boruth, si rivolse a Odilone di Baviera per chiedere aiuto contro gli avari, che rispose alla chiamata di aiuto e, nel 741, li sconfisse. Da quel momento, nei decenni seguenti non si conoscono scontri al confine occidentale del khaganato. La salita al potere da parte di Carlo Magno ottenne un'influenza decisiva sulla politica avara. Nel 773-774, il re dei franchi surclassò i longobardi sotto il loro sovrano Desiderio e ne cancellò il regno, causando per gli avari la perdita del loro principale alleato. Nel 776, dopo una rivolta fallita, l'opposizione longobarda fuggì alla corte del khagan. In una situazione complicata dal punto di vista geopolitico, gli avari preferirono coltivare relazioni pacifiche con la Baviera. Nel 781, il duca bavarese Tassilone III dovette rinnovare il giuramento di fedeltà davanti a Carlo e fornire degli ostaggi. In seguito, nel 782, il capo avaro inviò degli ambasciatori alla corte reale Franca a Lippspringe "per la pace". Come dimostreranno le azioni future, la "questione avara" dovette assumere una certa rilevanza per Carlo Magno negli anni a venire.

#### Declino

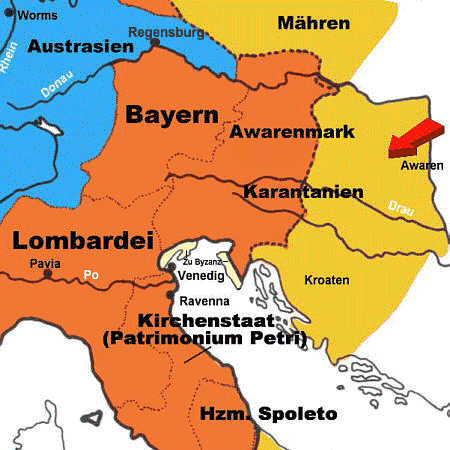
La marca avara sotto il regno franco e le province limitrofe al tempo di Carlo Magno (800-814)

Il graduale declino del potere degli avari accelerò verso le fasi finali, trasformandosi in una rapida caduta. Una serie di campagne del regno franco, avviate nel 788 per rispondere alle incursioni causate nello stesso anno dagli avari, si concluse con la conquista del khaganato nel giro di un decennio. Il conflitto cominciò subito dopo la deposizione del duca bavarese Tassilone III, con la conseguente instaurazione del dominio diretto dei franchi sulla Baviera nel 787. A quel tempo, il confine tra i bavaresi e gli avari era situato sul fiume Enns: una prima incursione avara in Baviera fu respinta e le forze franco-bavaresi risposero portando la guerra nei vicini territori avari, situati lungo il Danubio, a est dell'Enns. Le due parti si scontrarono vicino al fiume Ybbs, nelle alture vicine (in tedesco Ybbsfeld), dove gli avari riportarono una grande battuta d'arresto (788). Ciò preannunciava l'ascesa del potere dei franchi e il declino degli avari nella regione.
Nel 790, gli avari tentarono di negoziare un accordo di pace con i franchi, ma non si raggiunse alcuna intesa. Una nuova campagna, partita nel 791, si concluse con una vittoria per i franchi. Un grande esercito, guidato da Carlo Magno, attraversò dalla Baviera il territorio degli avari oltre il fiume Enns, cominciando ad avanzare lungo il fiume Danubio in due tronconi, ma non trovò resistenza e raggiunse presto la regione della Selva Viennese, alle porte della pianura pannonica. Non si combatté alcuna battaglia campale, poiché la popolazione di origine asiatica preferì fuggire davanti all'avanzata dell'esercito carolingio, mentre una pandemia equina lasciò la maggior parte dei cavalli avari senza vita. Quando iniziarono a scoppiare delle lotte tribali, la debolezza del khaganato emerse in maniera lampante.
I franchi erano stati sostenuti dagli slavi, che ormai stavano assumendo un ruolo non trascurabile nel territorio posseduto degli avari al momento della loro passata massima espansione. Il figlio di Carlo Magno, Pipino d'Italia, acquisì il possesso di un grande accampamento fortificato noto come "l'Anello", in cui era stato conservato il grosso del bottino delle precedenti campagne degli avari: in seguito, "[Pipino] devastò il grosso del loro regno". Occorsero, a quanto sembra, 15 grossi carri trainati ciascuno da quattro buoi per trasportare ad Aquisgrana l'oro, l'argento e le gemme trovate. Tuttavia, sottolinea Pohl, la portata delle vittorie risultò di certo enfatizzata oltremodo dalle fonti coeve, non essendosi infatti colpita una gran parte del khaganato, ma una porzione ristretta, altrimenti non si giustificherebbe la necessità di proseguire le ostilità. La campagna franca riprese vigore grazie al costante afflusso di reclute provenienti da ogni dove dell'ormai grande regno, costituendo un altro fattore per cui gli avari non avrebbero potuto resistere a lungo. Nell'anno 796, otto anni dopo l'inizio della guerra, gli avari crollarono e rimasero completamente alla mercé del re avversario.
Nel 796, mentre cadeva la Pannonia, i capi avari si erano arresi e si erano aperti alla definitiva conversione al cristianesimo, già i Franchi vi trovarono dei preti cristiani che non avevano gerarchia ecclesiastica e che praticavano il cristianesimo usando un latino volgare, ciò risultante dalle numerose missioni da parte di monaci irlandesi o di scuola irlandese iniziate dalla Carantania a partire dalla metà del VIII secolo. Gli Annales Regni Francorum confermano che gli avari iniziarono a sottomettersi ai franchi nel 796, mentre il canto De Pippini regis Victoria Avarica persegue proprio il fine di esaltare la campagna vittoriosa di Pipino d'Italia ai loro danni. Nel 799, quando il processo di assimilazione veniva portato avanti, alcuni avari si ribellarono. I carolingi smisero di considerare una minaccia ancora attiva gli avari nell'803, anno a cui risale anche l'ultimo testo bizantino che li cita, il quale li descrive nella lotta, terminata con una sconfitta, contro i bulgari presso il fiume Tibisco.
Nell'804, la Bulgaria conquistò le terre avari sudorientali in Transilvania e la Pannonia sudorientale fino al Medio Danubio, costringendo molti avari a divenire sudditi dell'impero bulgaro. Il khagan Teodoro, convertitosi al cristianesimo, morì dopo aver chiesto aiuto a Carlo Magno nell'805. Gli successe Abramo, che fu battezzato e ricoprì il ruolo di governatore di uno stato cliente franco: il suo nome sembra riferirsi a un cabaro piuttosto che a un pseudo-avaro. Tra le ricostruzioni più suggestive, figurano quelle secondo cui Abramo fosse di origine ebraica, ma ciò è stato ampiamente smentito. Abramo successe il khagan (o tudun, un ruolo corrispondente a una sorta di governatore) Isacco (in latino Canizauci), di cui si sa poco. I franchi trasformarono le terre degli avari sotto il loro controllo convertendole in una marca di frontiera. La marca di Pannonia, corrispondente a una metà di quello che era l'antico khaganato, fu poi concessa al principe slavo Pribina, il quale istituì il principato della Bassa Pannonia nell'840.

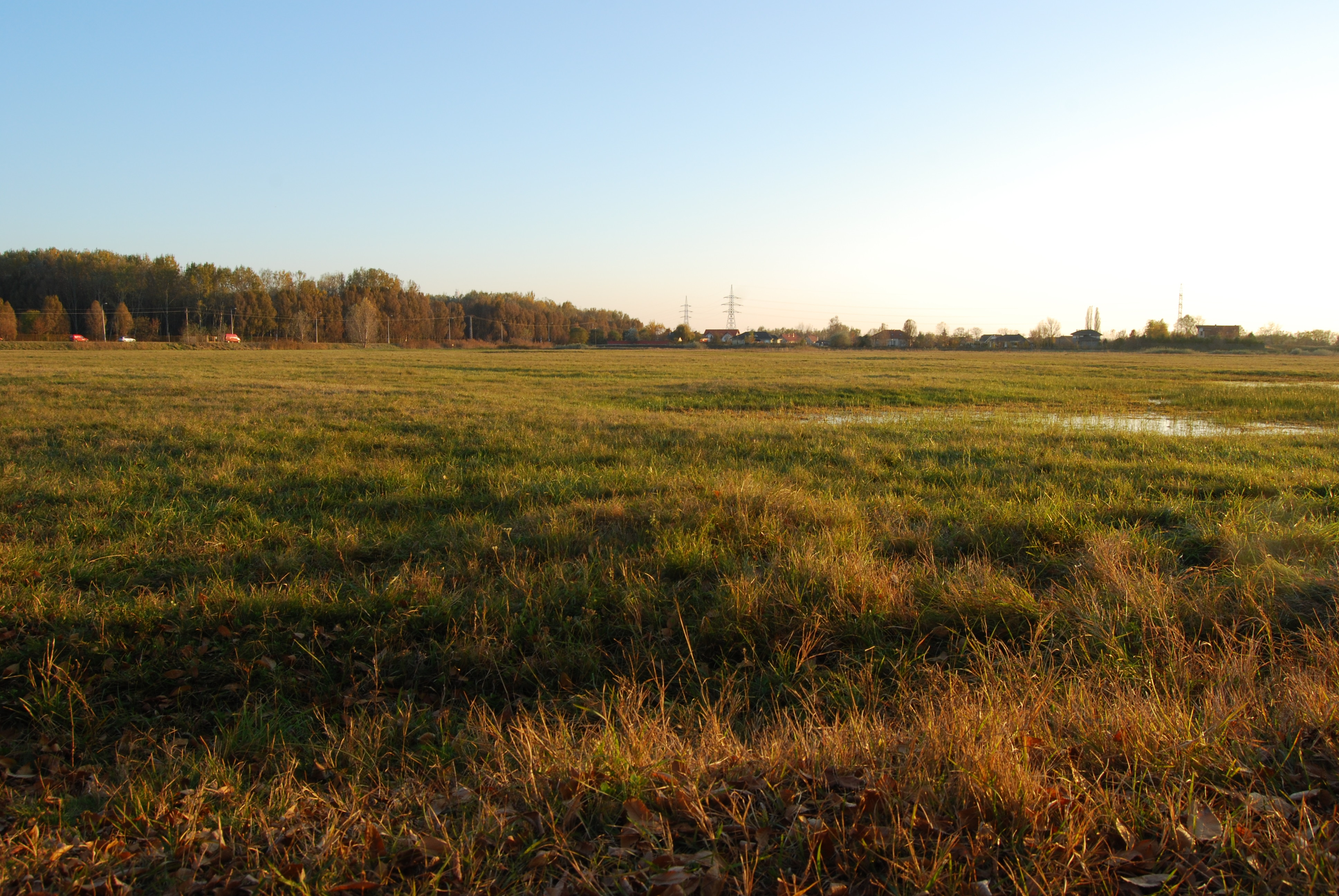
Scorcio della grande pianura ungherese, dove verosimilmente gli avari sopravvissero venendo gradualmente assimilati ai popoli che subentrarono al khaganato

Chiunque fosse rimasto effettivamente al potere della marca fu esautorato del tutto quando i bulgari espansero il loro territorio nelle porzioni centrali e orientali delle tradizionali terre avare intorno all'829. Secondo Pohl, la presenza di comunità avare in Pannonia è certa tra 871 e 873, ma da allora in poi il nome scompare dal testo di quasi ogni cronista, con l'unica eccezione di Regino di Prüm, che parla di loro nell'889. Pohl scrive a tal proposito: "Si è rivelato semplicemente impossibile mantenere un'identità avara dopo che le istituzioni avare e le loro anacronistiche e ataviche tradizioni cedettero il passo". La crescente quantità di testimonianze archeologiche in Transdanubia lascia presumere la permanenza avara nel bacino dei Carpazi alla fine del IX secolo. I ritrovamenti archeologici suggeriscono una plausibile presenza tardo-avara nella grande pianura ungherese, malgrado sia difficile determinarne la corretta datazione. I risultati preliminari dei nuovi scavi implicano anche la fallacia della teoria proposta dalla precedente impostazione storiografica prevalente, secondo la quale le aree di insediamento avaro subirono un disastroso processo di spopolamento, in realtà mai avvenuto. Piuttosto, ebbe luogo un grande processo di assimilazione alle altre comunità europee.
In sintesi, l'eredità degli avari non scomparve d'incanto, tanto che le loro tracce sono state parzialmente ricostruite dagli storici in diverse latitudini durante il IX secolo. Essi si erano già mescolati con i più numerosi slavi per generazioni, cadendo in seguito sotto il dominio di realtà esterne come i franchi, la Bulgaria e la Grande Moravia. Fine presume che i discendenti avari sopravvissuti alla conquista magiara partita nell'890 siano stati probabilmente assorbiti dalla popolazione ungara. Dopo la conquista della Pannonia da parte dei franchi dalla metà alla fine dell'VIII secolo, i profughi avari e bulgari migrarono per stabilirsi nell'area della Bulgaria e lungo la sua periferia occidentale. Gli avari nella regione conosciuta come solitudo avarorum, attualmente chiamata Alföld, svanirono in un arco di tre generazioni. Fusisi lentamente con gli slavi per creare un popolo bilingue di lingua turco-slava sottoposto alla dominazione franca, gli invasori magiari trovarono questo popolo dunque in formato già composito alla fine del IX secolo. Il De administrando imperio, scritto intorno al 950 e basato su documenti più antichi, afferma che "vi sono ancora discendenti degli Avari in Croazia, e sono riconosciuti come Avari": storici e archeologi moderni, per ora, hanno sempre confutato questa ricostruzione, sostenendo che non si può sostenere con certezza che essi avessero mai vissuto nella Dalmazia di epoca romana sulla base di una singola testimonianza.

### Elenco dei khagan avari
I khagan avari di cui si ha notizia risultano:
- 552? - 562? уп. 558 — Kandik
- 562-602 - Baian I
- 602-617 - Baian II
- 617-630 - fratello di Baian II, nome sconosciuto
- Khagan sconosciuti
- 795-814 - Teodoro
- 814- ? - Abramo
- ? -835 - Isacco
- Khagan sconosciuti

## Società

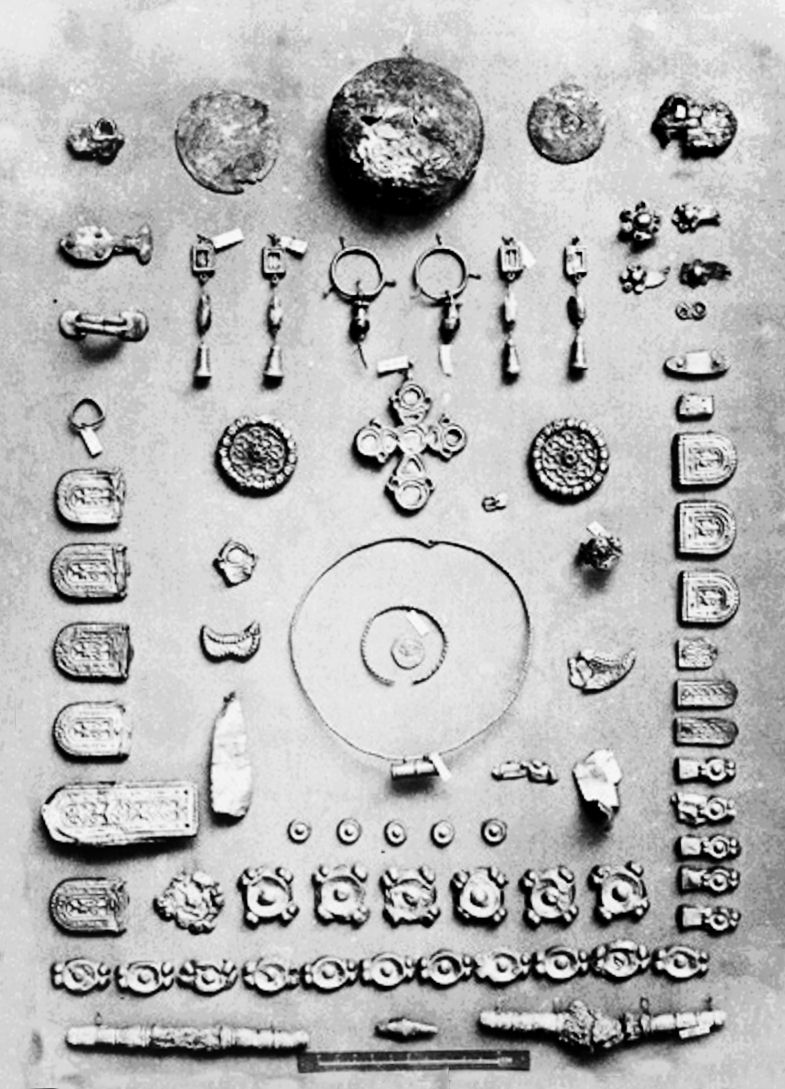
Reperti avari trovati a Ozora-Tótipuszta, in Ungheria

Gli studiosi propongono che esistesse una società avara altamente strutturata e gerarchica, con interazioni complesse con altri gruppi "barbari". Il khagan era la figura fondamentale, circondato da una ristretta cerchia aristocratica nomade. La piramide gerarchica sociale condizionava le possibilità economiche in capo al ceto di turno. Le sepolture eccezionalmente ricche ritrovate confermano che il potere era limitato ai khagan e a una classe affiatata di "guerrieri d'élite". Oltre ai cumuli di monete d'oro che accompagnavano le sepolture, gli uomini venivano spesso sepolti con simboli che mostrassero il rango raggiunto in vita, ad esempio grazie a cinture decorate, armi, staffe simili a quelle trovate in Asia centrale, nonché al loro cavallo.
In principio, gli avari e i loro sudditi vivevano in modo separato, a eccezione delle donne slave e germaniche che sposavano uomini avari. Alla fine, i popoli germanici e slavi furono inclusi nell'ordine sociale e nella cultura avara, essa stessa di moda persiano-bizantina. Gli studiosi hanno identificato una cultura congiunta, avaro-slava, caratterizzata da ornamenti come orecchini a forma di mezza luna, fibbie in stile bizantino, perline e bracciali con estremità a forma di corno. Paul Fouracre osserva: "Qui appare nel VII secolo una cultura materiale mista slavo-avara, interpretata come rapporti pacifici e armoniosi tra guerrieri avari e contadini slavi. Si ritiene possibile che almeno alcuni dei capi delle tribù slave potrebbero essere entrati a far parte dell'aristocrazia avara". Oltre ai gepidi, la cui assimilazione è fatto acclarato, nelle terre degli Avari sono state trovate alcune tombe di popolazioni germaniche occidentali (carolinge). Forse, essi avevano prestato servizio in quelle latitudini in veste di mercenari.

### Il khagan e la nobiltà

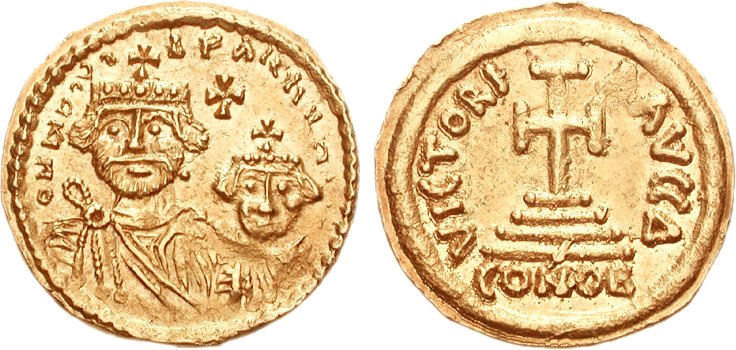
Monete avare del VI–VII secolo, realizzate sulla scia di quelle di Ravenna dei tempi di Eraclio I

La pianura pannonica era il centro della base del potere avaro: qui essi trasferirono i prigionieri catturati da altri imperi verso regioni più centrali. La cultura materiale avara si rintraccia a sud della Macedonia. Tuttavia, ad est dei Carpazi, non vi è quasi nessun ritrovamento archeologico, il che suggerisce che non si concentravano nei Balcani occidentali. Gli avari erano inizialmente guidati da un signore della guerra chiamato khagan, che era la figura fondamentale della piramide sociale. Il termine significa grande khan o khan supremo, circostanza che lascia immaginare come gli avari si considerassero un impero separato. Il khagan arrivava al potere dopo un'elezione che aveva luogo con il kuriltai, un consiglio di "nobili", nel caso degli avari una ristretta cerchia. Il khagan era eletto tra i vari membri della famiglia al potere: questa modalità di nomina era comune in vari popoli turchi e mongoli.
Pare che la divisione dei poteri subì una modifica in una fase successiva: il khagan, capo politico, vide affiancarsi più tardi l'iuggur, un capo militare e religioso. Una cronaca indica che Carlo Magno ricevette la resa del khagan e dell'iuggur. È noto che gli avari facevano affidamento su piccoli khan locali (quali i tudun, i tarkhan, ecc.). È lecito pertanto presumere un certo grado di capacità di amministrazione da parte degli avari, con il khagan che poteva nominare un capo tra i diversi clan, chiamato walluc, termine noto dalle cronache di Sigeberto. Un capo bulgaro di nome Alzeco, cacciato in vita dagli avari, divenne capo dei venedi assumendo questo titolo.

### Esercito
L'introduzione in Europa della staffa di ferro, che permetteva al cavaliere di stare in piedi sulla sua cavalcatura e di tirare l'arco con precisione girandosi altrettanto rapidamente, e della sciabola, arma temibile, si fa risalire agli avari. La prima permetteva al cavaliere di scagliare frecce in tutte le direzioni, oltre che di impugnare una pesante lancia perforante utilizzata in caso di evenienza. I guerrieri avari, più moderni rispetto agli unni, portarono in Europa anche armature lamellari mobili e armature per il dorso del cavallo. Un simile equipaggiamento militare attecchì tra gli eserciti occidentali, consentendo degli sviluppi tecnologici nell'ambito del cavalierato. Le innovazioni avare furono copiate con particolare frequenza dall'esercito bizantino: nello Strategikon di Maurizio, l'equipaggiamento degli avari (indicati nel 1° libro), il loro coraggio e la destrezza in guerra (2° libro) e le loro tattiche (2° e 11° libro) sono descritte nel dettaglio dall'autore, il quale ne consiglia l'imitazione. È il caso delle diverse modalità di disposizione dei cavalieri a seconda della loro funzione nella battaglia o del mantenimento di una riserva.

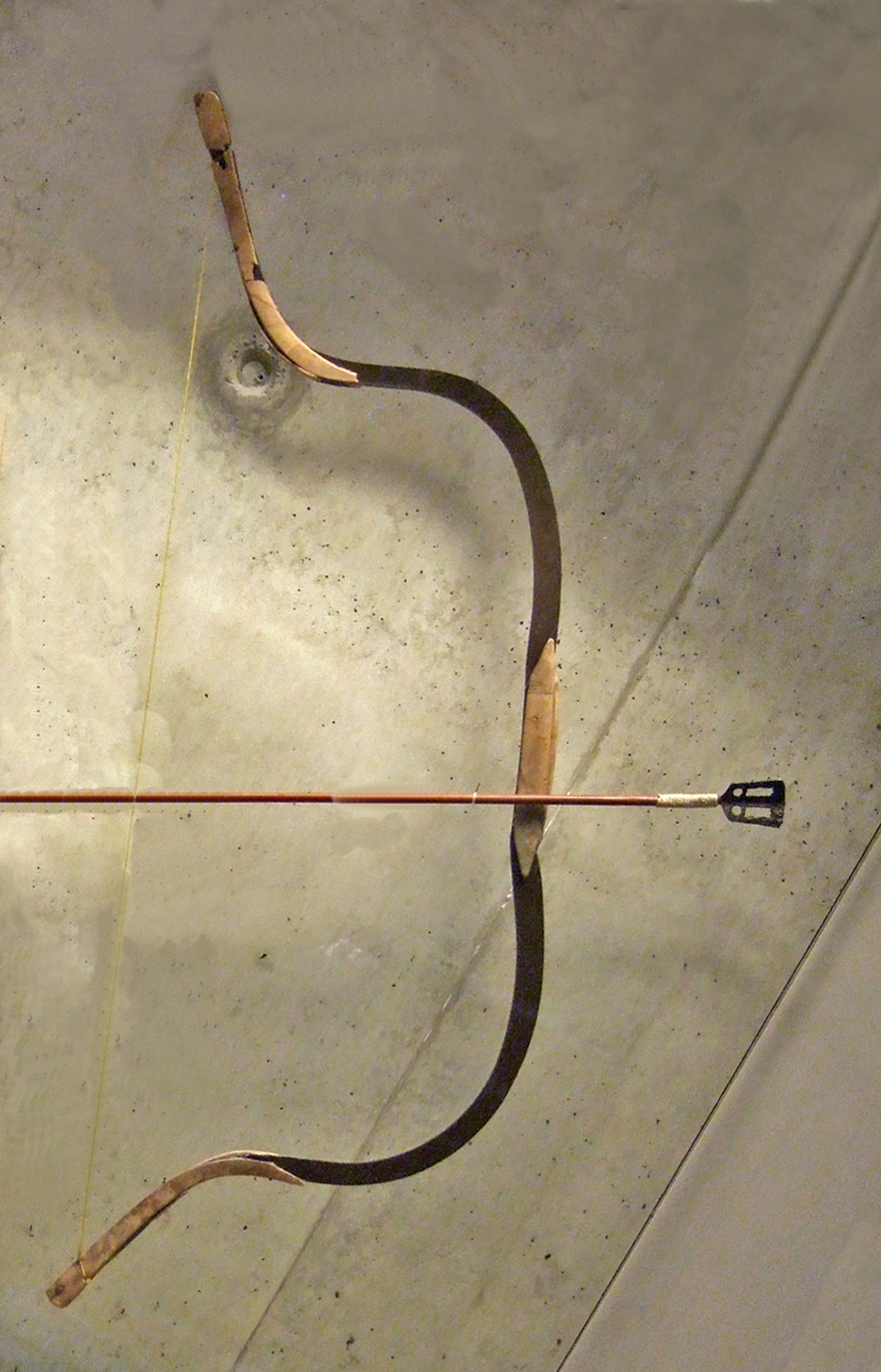
Arco riflesso dal cimitero avaro trovato a Gyenesdiás, in Ungheria

L'esercito avaro era particolarmente variegato dal punto di vista etnico, con unità militari slave, gepidiche e bulgare. Sembra anche che fossero esistite tribù "clienti" semi-indipendenti (prevalentemente slave) che svolgevano ruoli strategici, come impegnarsi in attacchi diversivi e proteggere i confini occidentali degli avari confinanti con il regno franco. I cavalieri corazzati avari, ai quali "non un singolo avversario" (franchi, gepidi, slavi e longobardi, ma non sempre i göktürk e i bizantini, i quali già dal V secolo impiegavano la cavalleria) "era in grado di opporvi resistenza con successo", rappresentano un ottimo esempio delle innovazioni introdotte sul campo di battaglia e non, considerando l'emergere della cavalleria europea che rese celebre il tardo Medioevo. Oltre agli esempi già menzionati, si pensi, a titolo di esempio, ai ponti di barche descritti dallo Strategikon, assieme al paracollo in cotta di maglia e alle tuniche, tipiche dei cavalieri dell'Alto Medioevo e che arrivavano fin sopra le ginocchia mentre cavalcavano, come riferisce la Suda. I romei apprezzarono la funzionalità delle tende degli avari, imitandole presto negli accampamenti.
Tra le tattiche preferite si preferivano il ricorso a imboscate, le finte ritirate, il tentativo di circondare il nemico e la distruzione degli approvvigionamenti avversari. Uno dei punti deboli degli eserciti avari era il mancato ricorso a macchine d'assedio, assai diffuse negli eserciti che affrontarono e adoperate solo dal 586 circa. A questo aspetto si ricollega il fallimento dell'assedio di Costantinopoli nel 626: l'arma proverbiale del popolo di origine asiatica, i cavalieri corazzati, non poteva infatti trovare impiego in quel contesto.

## Religione
Per quanto sia difficile ricostruire la religione degli avari sulla base di fonti frammentarie o poco numerose, si tende a credere che lo sciamanesimo ricopriva un ruolo indiscutibile nello scenario delle fedi. Tra le alternative, prima dell'affermazione definitiva del cristianesimo durante il ciclo tardo avaro, dovettero coesistere il buddhismo, l'islam, l'ebraismo e il manicheismo.

## Economia

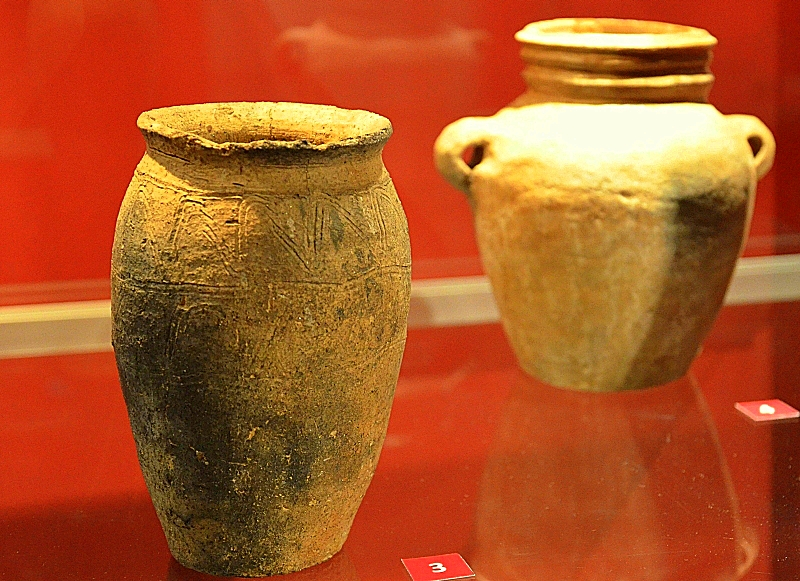
Ceramica del VII o VIII secolo

Quando gli avari arrivarono nella pianura pannonica, alla base della loro economia vi era l'allevamento del bestiame. L'animale più comune era il cavallo, fonte di alimentazione e mezzo necessario per ogni spostamento, ma non mancavano bovini, pecore di una razza portata dall'oriente, capre, maiali, galline e oche. Gli animali fornivano carne, latte e latticini. Dalla fine del VI secolo iniziarono a dedicarsi anche all'agricoltura, in virtù anche delle condizioni climatiche migliori, con i campi coltivati che erano vicini alle zone in cui la popolazione svernava nei mesi freddi. I mezzi impiegati comprendevano falci e zappe in ferro. Poco si sa dell'importanza del grano come prodotto sulle tavole degli avari. Si sa invece con certezza che la caccia era una pratica abbastanza comune, con le prede tipiche che erano cervi, caprioli e cinghiali. In casi più rari, si sono trovate anche delle canne da pesca nei cimiteri: è lecito dunque supporre come i fiumi fossero talvolta solcati da piccole imbarcazioni per pescatori. La viticoltura era già stata introdotta dai romani in Pannonia e fu portata avanti dagli avari, come dimostra la scoperta di anfore per il vino e boccali.
La costante necessità di tenere un esercito pronto a intervenire in caso di necessità richiedeva un consistente bisogno di ferro per armi e finimenti. Poco si sa delle modalità di estrazione mineraria e della metallurgia in generale durante tutto il periodo di esistenza del khaganato. In ogni caso, il ferro era in gran parte realizzato e lavorato in loco, ragion per cui, inevitabilmente, l'industria dei fabbri dovette costituire un mercato importante. La produzione nel settore della lavorazione dei metalli raggiunse un livello elevato nella fase tarda. Molto probabilmente, i prodotti più pregiati per guerrieri e cavalli erano realizzati sotto l'ala protettrice delle stesse corti dei khagan e dei nobili più ricchi. Non va trascurata la produzione di sale, con l'area tra Teiuș e Câmpia Turzii, in Transilvania, densamente popolata. L'artigianato soddisfaceva i bisogni quotidiani della popolazione: alcuni prodotti erano realizzati da piccoli commercianti, ma non mancavano anche dei laboratori.
Gli orafi godevano di una reputazione particolarmente elevata e l'oro si ritrova in varie sepolture. Nell'VIII secolo, la tecnica della fusione in bronzo divenne la più diffusa, se non l'unica, nel khaganato. Altre aree di commercio includevano la realizzazione di archi da guerra e di selle per equini, la concia, la lavorazione della ceramica, la produzione tessile e la costruzione di iurte. Nel commercio interno degli avari, il denaro non trovava alcuni spazio come mezzo di pagamento.

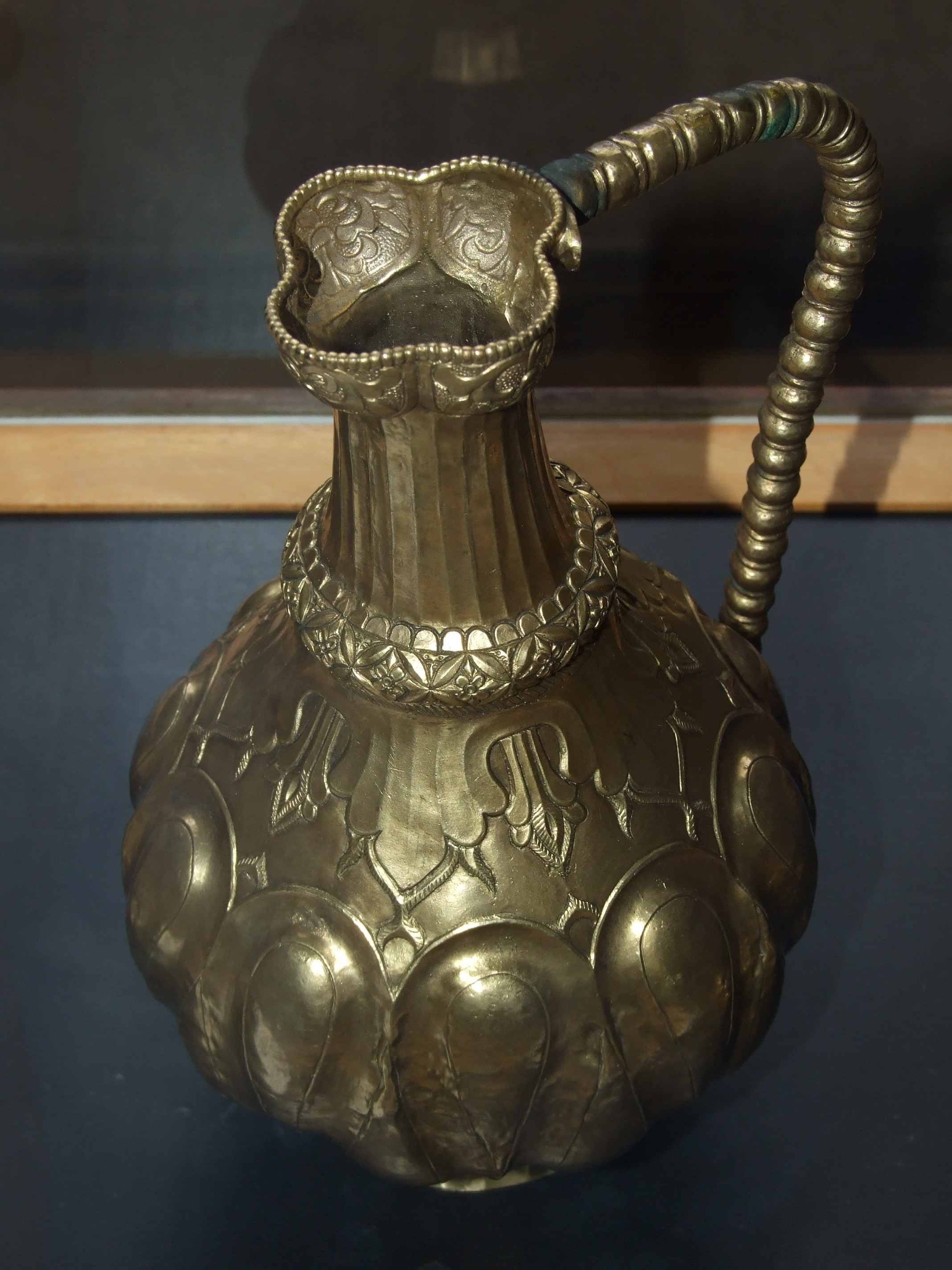
Sontuosa brocca tardo-avara da Sânnicolau Mare (Romania), VIII secolo

L'élite al potere viveva nel cosiddetto Anello (Hring) del khagan. Si trattava probabilmente di un solido insediamento costituito da un palazzo circolare composto da tende e case in legno. Saccheggiato e completamente distrutto nel 796 durante l'attacco di Pipino d'Italia, i suoi resti non sono mai stati trovati fino ad oggi. Probabilmente si trovava tra il Danubio e il Tibisco, ma l'idea, sopravvissuta per lungo tempo, che l'intero regno fosse circondato da nove fortificazioni circolari (i cosiddetti anelli) risale a un resoconto del monaco di San Gallo Notker e non gode oggi di grossa credibilità. Il nome Hring delle fonti teutoniche costituisce forse la versione tedesca del termine Hiung-nu per una fortificazione asiatica.
A causa dell'atavico retaggio nomade, si eseguirono pochi tentativi di costruzione degli insediamenti in terra avara. Solo in pochi realizzavano delle stalle per i cavalli e per il bestiame di grossa taglia. Gli agglomerati urbani si sviluppavano perlopiù nei pressi dell'acqua, ma nel ciclo antico una fetta consistente della popolazione viveva nelle iurte, ovvero delle tende. Nel corso del tempo, tuttavia, una proporzione sempre maggiore si adattò a uno stile di vita sedentario. La gente comune finì per abitare in case a fossa, probabilmente spesso usate come residenze invernali prima che si realizzasse il passaggio definito dal nomadismo. Si conoscono più di 50 siti con diverse centinaia di case a fossa: alcune di esse vantavano dei forni in pietra. Comunque sia, vi erano anche case con pavimenti non interrati, così come case o capanne che fungevano da alloggi temporanei. La diffusione delle case in pietra o in legno si giustifica anche perché il feltro delle iurte si deteriorava rapidamente a causa delle piogge relativamente frequenti nel bacino dei Carpazi.

## Lingua
La lingua o le lingue parlate dagli Avari sono sconosciute. Il filologo classico Samu Szádeczky-Kardoss afferma che la maggior parte dei termini avari usati nei testi contemporanei in lingua latina o greca sembrano avere origine probabilmente dal mongolo o da una lingua turca. Altre teorie propongono un'origine tungusa. Secondo Szádeczky-Kardoss, molti dei titoli e dei gradi impiegati dagli avari pannonici figuravano anche tra popoli turchi, proto-bulgari, uiguri e/o mongoli, inclusi khagan (o kagan), khan, kapkhan, tudun, tarkhan e khatoun. Esistono anche prove, tuttavia, che i clan al potere e i sudditi si esprimessero in una varietà di lingue differenti. Le proposte degli studiosi includono variamente lingue caucasiche, iraniane, tunguse, ungherese e turche. Alcuni studiosi hanno ipotizzato che il protoslavo sia stato impiegato come lingua franca del khaganato avaro. Lo storico Gyula László ha suggerito che gli avari pannonici del tardo IX secolo parlavano una variante dell'antico ungherese, il quale diede vita alla continuità con gli allora appena arrivati magiari.

## Cultura

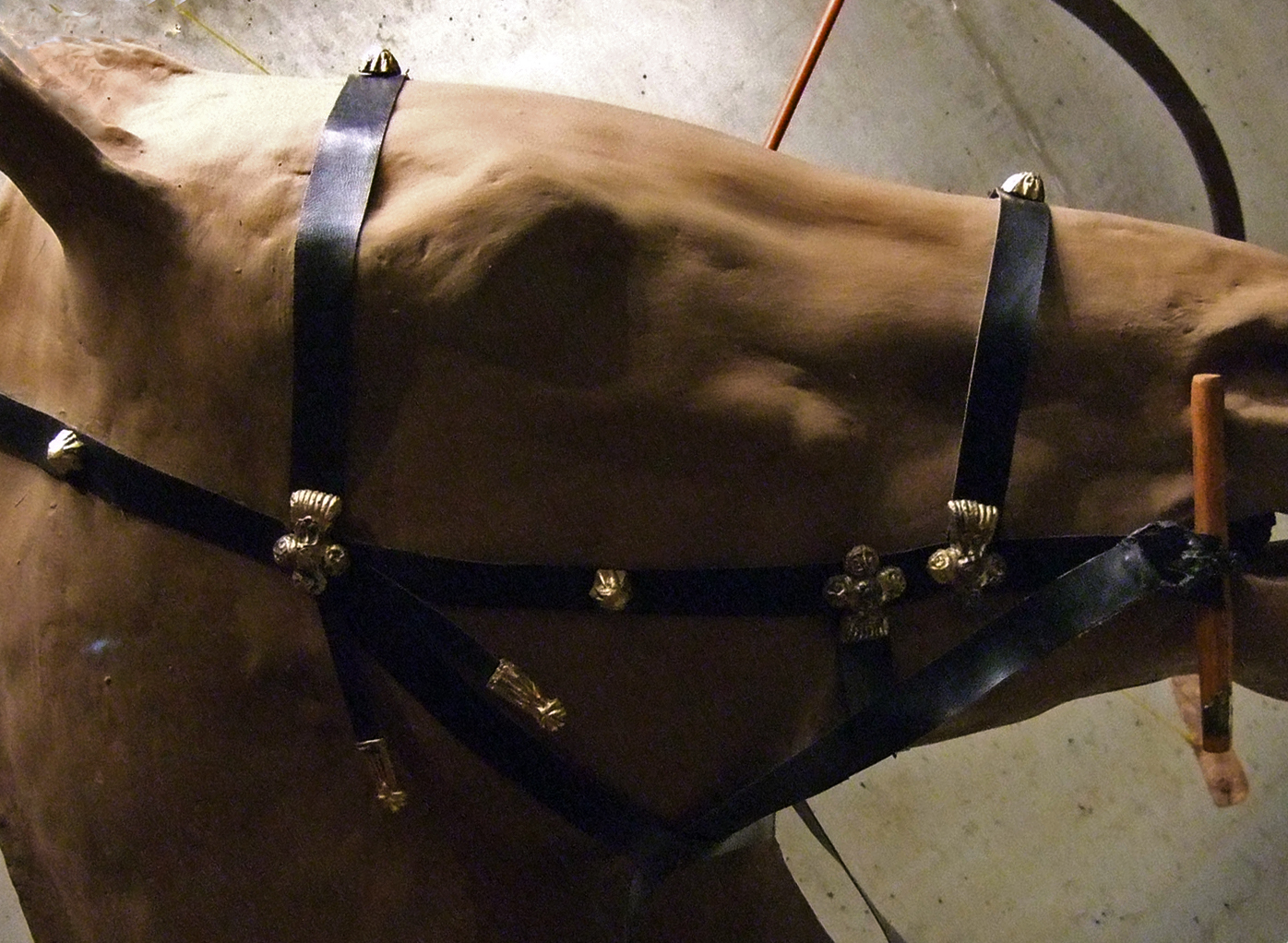
Briglie finemente decorate

La cultura avara in termini di costumi, armi, finimenti e usanze funerarie attingeva a elementi dell'Asia centrale. Le raffigurazioni corrispondenti sulle cinture indicano riferimenti allo sciamanesimo. La presenza di un capo religioso alla corte del khagan è attestato con certezza da fonti scritte. Teofilatto attesta anche qualcosa sulla musica e sui canti degli avari; una ciaramella e uno strumento a corda simile ad un'arpa sono stati trovati nelle tombe. Un importante status e simbolo di identificazione degli avari era rappresentato dalle cinture che utilizzavano, le quali presentavano più "tacche" aggiuntive disposte in maniera verticale. L'ascendenza e il grado militare di una persona potevano essere riconosciute, con ampia plausibilità, da queste cinture.
Finora, nelle tombe avare è stata scoperta circa una dozzina di oggetti in osso con sopra delle iscrizioni runiche. La scritta corrisponde al numero di caratteri riportati sugli oggetti dorati di Nagyszentmiklós e, pertanto, è possibile che quella serie di reperti risalga alla civiltà avara.

### Arte
Gli Avari portarono in Europa il processo di fusione del bronzo tipico dell'Asia centrale; esso si distingueva, tra gli altri aspetti, per la presenza di una patina dorata o argentata e si diffuse poi in tutta Europa. Solo in seguito subentrarono i lustri di Bisanzio. L'arte avara dell'VIII secolo mostra un misto di stili asiatici con riferimento alle figure animali, più elementi tardo ellenistici e sasanidi. Sono stati trovati migliaia di accessori per cinture con raffigurazioni di persone, scene di combattimento di animali, motivi sciamanici, ornamenti vegetali e figure mitologiche.
Un nuovo tipo di ceramica, la cosiddetta "Devínska Nová Ves", emerse alla fine del VII secolo nella regione tra il Medio Danubio e i Carpazi. I vasi realizzati secondo i nuovi canoni erano simili alle ceramiche lavorate a mano del periodo precedente, ma in più si individuano oggetti ultimati con l'uso della ruota nei siti di scavo di Devínska Nová Ves. I grandi cimiteri a inumazione rinvenuti a Holiare, Nové Zámky e altri luoghi in Slovacchia, Ungheria e Serbia dal periodo che comincia intorno al 690 mostrano che la rete di insediamenti del bacino dei Carpazi divenne più stabile nell'epoca tardo avara. I motivi del tardo avaro più popolari riguardavano invece grifoni e viticci, attrezzature per cavalli e una serie di altri artefatti collegati ai guerrieri, che possono rappresentare la nostalgia per il passato nomade perduto o evidenziare una nuova ondata di nomadi giunti dalle steppe del Ponto alla fine del VII secolo. Secondo gli storici che accettano quest'ultima teoria, gli immigrati potrebbero essere stati onoguri o alani. Gli studi degli antropologi sugli scheletri indicano la presenza di una popolazione con caratteristiche mongoloidi.

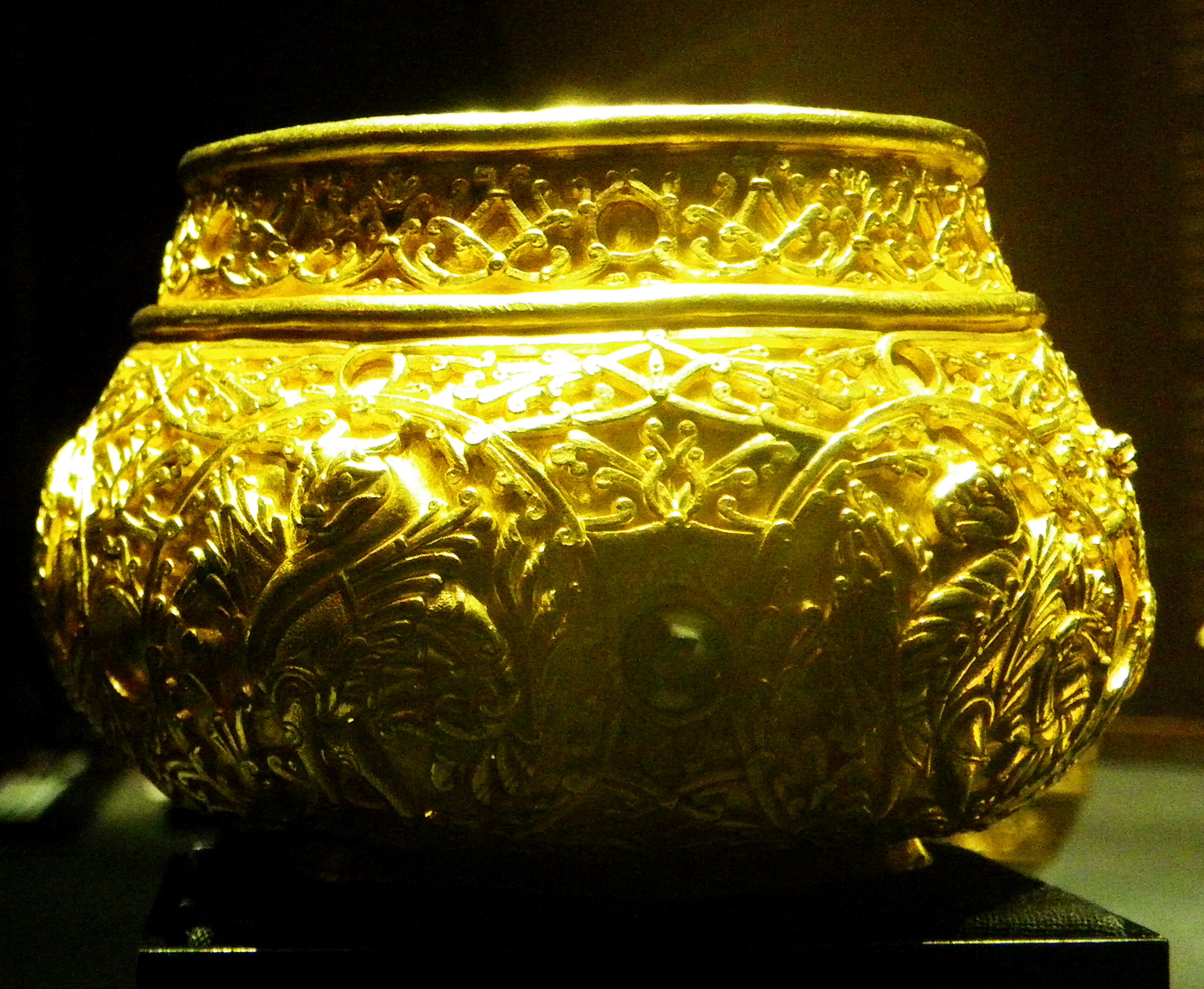
Vasi d'oro del tesoro di Nagyszentmiklós, probabilmente di origine avara

Il khaganato dei cicli medio e tardo rappresentava una crasi culturale tra elementi slavi e originali avari, con persone che si esprimevano in lingua slava come lingua franca o perché essa era la più comune.
All'inizio dell'VIII secolo, nel bacino dei Carpazi apparve una nuova cultura archeologica, quella cosiddetta "del grifone e del viticcio". Alcune teorie, inclusa quella della "doppia conquista" dell'archeologo Gyula László, attribuiscono l'evento all'arrivo di nuovi coloni, ovvero gli antichi magiari, ma questa considerazione resta ancora oggetto di dibattito. Gli archeologi ungheresi Laszló Makkai e András Mócsy considerano la comparsa di questa corrente dovuta a un'evoluzione interna degli avari risultante dall'integrazione degli emigrati bulgari della precedente generazione degli anni 670. Secondo Makkai e Mócsy, "la cultura materiale - arte, abbigliamento, equipaggiamento, armi - del tardo periodo avaro/bulgaro si è evoluta autonomamente da queste nuove fondamenta". Molte regioni che un tempo erano state importanti centri dello Stato avaro avevano perso il loro ruolo preminente mentre ne sorgevano di nuove. Sebbene le tracce di cultura materiale avara trovate in gran parte dei Balcani settentrionali potrebbero testimoniare la loro presenza, esse attesterebbero piuttosto la presenza di slavi indipendenti che avevano adottato costumi avari.

## Lascito

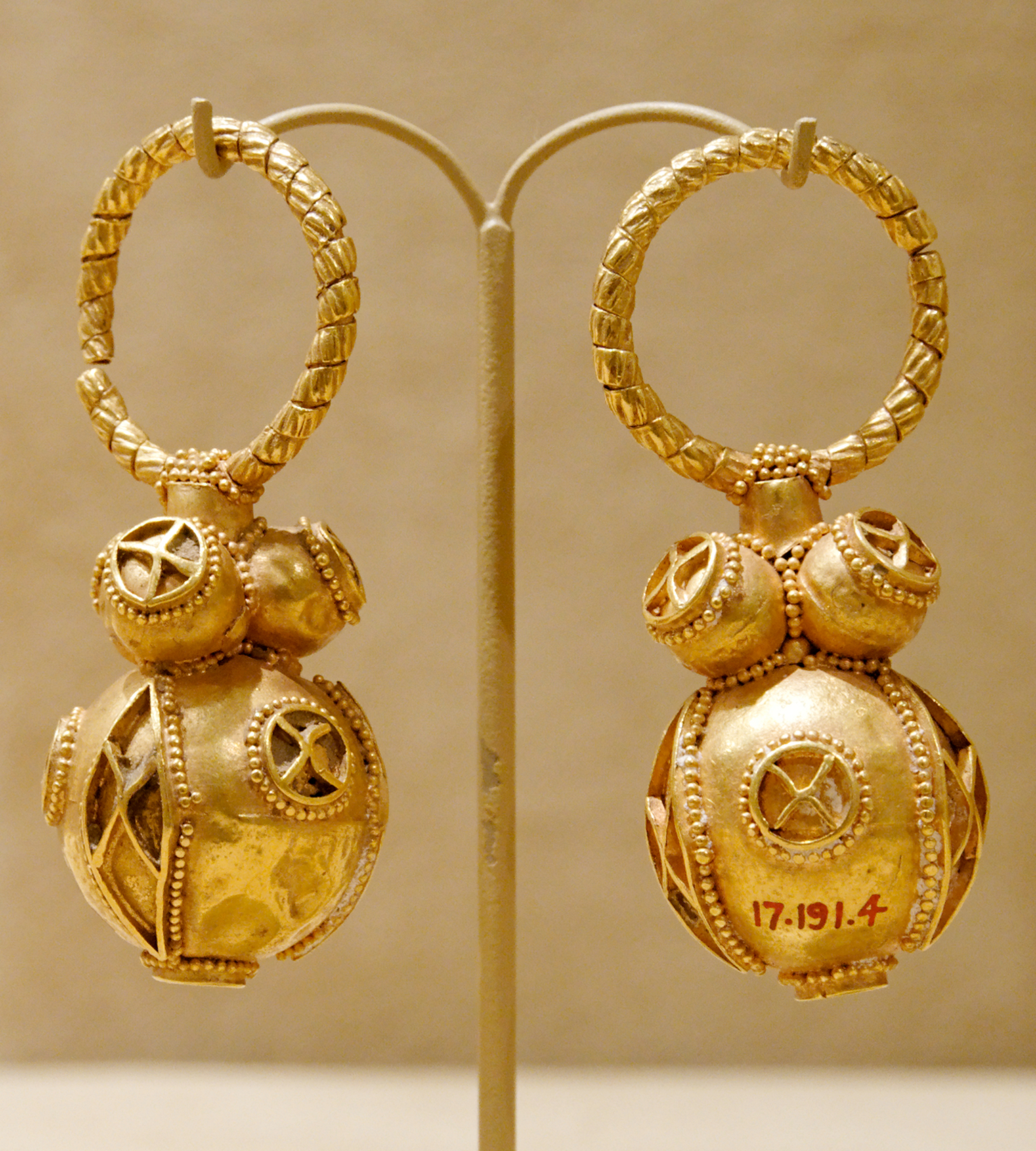
Orecchini d'oro lavorati da artigiani avari con grandi pendenti (550-650 circa)

Sebbene gli avari governassero un'area geografica simile a quella degli unni per molto più tempo, non entrarono a far parte dell'immaginario collettivo allo stesso modo. Più nel dettaglio, se le connessioni politiche e dinastiche con gli unni furono enfatizzate nel caso degli ungheresi e bulgari in epoca successiva, non rimase alcun ricordo legato a un'origine leggendaria degli avari. L'unica eccezione, non fondata su alcuna argomentazione storica, è legata al termine in antico russo obri, un termine il cui significato era "giganti" e con cui si indicavano gli "avari". A coniare la parola fu Nestore, autore della Cronaca degli anni passati del 1113, che parla di quel popolo con toni critici. Dalla sua espressione si faceva derivare il detto in antico russo: "Sono scomparsi come gli obri, che non ebbero né discendenti né eredi". La ragione di questa percezione degli avari rispetto a quella degli unni risiede nella confusione causata dalle cronache teutoniche del IX e X secolo. L'aura di terrore dei loro predecessori (gli unni) e dei loro successori (i magiari) sopravvisse nelle menti delle persone del tempo in maniera molto superiore, anche se si può sostenere che, in generale, la maggior parte dei popoli che visse lungo il Danubio non veniva distinta in maniera nitida tra l'antichità e l'Alto Medioevo (traci, proto-bulgari, unni, avari, goti, slavi).
La scarsa o errata considerazione degli avari da parte delle fonti del tempo si deve probabilmente alla facile associazione agli unni, scomparsi un secolo prima. Ancora nel 562, le cronache medievali raccontavano della lotta di Sigeberto I contro il re degli "Unni". Enfatizzate dalla storiografia nazionalista magiara, da un punto di vista culturale, le influenze avare possono essere dimostrate pure nel IX secolo, ad esempio, nel Principato della Bassa Pannonia. In seguito, svanisce ogni segno dell'identità e della cultura indipendenti. Tuttavia, anche dopo la caduta dell'impero avaro, i nobili slavi indossavano le tipiche trecce avare e le caratteristiche cinture con cinghie laterali; allo stesso modo, le sepolture di individui di sesso femminile hanno permesso di scoprire tessuti e altri elementi legati all'epoca passata. Fino ai tempi dell'imperatore bizantino Costantino VII Porfirogenito, alcuni dei croati in carica, perché avevano legami di discendenza con essi, erano conosciuti anche come avari.
La maggioranza degli studiosi attribuisce il termine Banato e il titolo di bano a un probabile retaggio avaro, forse del tempo di Baian. Lo stesso discorso può farsi anche per la carica slava di zupano. Nomi geografici come Avaria, provincia Avarorum (a ovest del fiume Enns) e persino regnum Avarorum permasero fino alla fine del IX secolo. Inoltre, malgrado le aperte discussioni in merito ad alcuni, numerosi toponimi e nomi di persona hanno ancora oggi un'origine avara, soprattutto in Ungheria e Austria, ma anche in Baviera (Kirchkagern, Kagen, Kaging, Tarchant, ecc.).
Ad ogni modo, la cultura e il mondo degli avari non influenzarono solo la vita nel proprio regno, avendo infatti avuto un impatto che si estese oltre i confini. I miti avari presentavano degli elementi di contatto con alcune saghe germaniche e slave. Oltre alle innovazioni in campo bellico, quasi tutti i popoli germanici ripresero le briglie decorate per i cavalli e la moda delle cinture in stile avaro, con tanto di accessori decorativi disegnati artisticamente sulla cintura stessa o sulle sezioni verticali. Anche gli orecchini con grandi pendenti e alcune altre forme di gioielli entrarono nel mondo della moda in Europa grazie al khaganato, ulteriore segno del contributo avaro nello scenario medievale europeo.

### Teoria della continuità avaro-ungherese
Gyula László suggerisce che gli ultimi avari, arrivati al khaganato nel 670 in gran numero, vissero nel periodo compreso tra la distruzione e il saccheggio dello stato avari da parte dei franchi durante il 791–795 e l'arrivo dei magiari, avvenuto nell'895. László fa notare che gli insediamenti degli ungari completavano, piuttosto che sostituire, quelli degli avari. Questi ultimi rimasero dunque impiegati nell'agricoltura e per lavorare con l'aratro, mentre gli ungari acquisivano il dominio delle rive del fiume e delle pianure fluviali, ovvero le zone più adatte al pascolo. L'autore nota anche che, mentre i cimiteri ungheresi consistono in media di 40-50 tombe, quelli degli avari ne contengono 600-1.000. Stando a questi risultati, gli avari non solo sopravvissero alla fine del governo del khaganato, ma vissero in grandi comunità e superavano di gran lunga il seguito di Árpád. È interessante notare che gli ungari occuparono in primis solo il centro del bacino dei Carpazi, mentre gli avari vivevano in un territorio più ampio. Concentrando la lente d'ingrandimento su quei territori popolati esclusivamente dai secondi, si rintracciano solo toponimi ungheresi, pertanto né slavi né turchi, come ci si dovrebbe aspettare seguendo la tradizione ricostruzione storiografica. Ciò corroborerebbe ulteriormente dunque la tesi della continuità avaro-ungarica. I nomi delle tribù ungare, dei capi, le parole adoperate per indicare i capi e altri elementi, suggeriscono che almeno lo stato maggiore militare magiaro si esprimesse in turco. Tuttavia, l'ungherese non è una lingua turca, ma piuttosto uralica, e quindi devono essere stati assimilati dagli avari, che erano più numerosi di loro. La teoria della continuità avaro-ungherese di László postula che l'ungherese moderno discenda dalla lingua parlata dagli avari piuttosto che dai conquistatori magiari. Sulla base delle prove del DNA studiato dalle tombe, i magiari originali assomigliavano di più ai moderni baschiri, ovvero ai popoli turchi situati vicino agli Urali, mentre gli ostiachi e i mansi, le cui lingue presentano più somiglianze all'ungherese, vivono grosso modo a nord-est dei baschiri.

### Fonti primarie
- (EN) Costantino Porfirogenito, De administrando imperio, a cura di Gyula Moravcsik, traduzione di Romillyi J. H. Jenkins, Dumbarton Oaks Center for Byzantine Studies, 1967, ISBN 0-88402-021-5.
- Annales Regni Francorum (opera completa), su thelatinlibrary.com. URL consultato il 17 settembre 2021.
- (EN) Teofilatto Simocatta, The History of Theophylact Simocatta, traduzione di Michael e Mary Whitby, Clarendon Press, 1986, ISBN 0-19-822799-X.
- (EN) Maurice's Strategikon: Handbook of Byzantine Military Strategy, traduzione di George T. Dennis, University of Pennsylvania Press, 1984, ISBN 0-8122-1772-1.

### Fonti secondarie
- (EN) Bernard S. Bachrach, Armies and Politics in the Early Medieval West, Variorum, 1993, ISBN 978-08-60-78374-9.
- (EN) Paul M. Barford, The Early Slavs: Culture and Society in Early Medieval Eastern Europe, Itaca, Cornell University Press, 2001, ISBN 0801439779.
- (EN) Susan Wise Bauer, The History of the Medieval World: From the Conversion of Constantine to the First Crusade, W. W. Norton & Company, 2010, ISBN 978-03-93-05975-5.
- (EN) Christopher I. Beckwith, Empires of the Silk Road: A History of Central Eurasia from the Bronze Age to the Present, Princeton University Press, 2009, ISBN 978-06-91-13589-2.
- (EN) Nora Berend, Przemyslaw Urbanczyk e Przemyslaw Wiszewski, Central Europe in the High Middle Ages: Bohemia, Hungary and Poland, c.900–c.1300, Cambridge University Press, 2013, ISBN 978-05-21-78156-5.
- (EN) Charles R. Bowlus, Franks, Moravians, and Magyars: The Struggle for the Middle Danube, 788-907, Philadelphia, University of Pennsylvania Press, 1995, ISBN 978-08-12-23276-9.
- (EN) Roger Collins, Early Medieval Europe 300–1000, Macmillan International Higher Education, 1999, ISBN 978-13-49-27533-5.
- (EN) Veronika Csáky et al., Genetic insights into the social organisation of the Avar period elite in the 7th century AD Carpathian Basin, in Scientific Reports, vol. 10, n. 948, Nature Research, 2020, DOI:10.1038/s41598-019-57378-8.
- (EN) Aranka Csősz et al., Maternal Genetic Ancestry and Legacy of 10th Century AD Hungarians, in Scientific Reports, vol. 6, Nature Research, 2016, DOI:10.1038/srep33446.
- (EN) Florin Curta, The Making of the Slavs: History and Archaeology of the Lower Danube Region, c. 500–700, Cambridge, Cambridge University Press, 2001, ISBN 978-11-39-42888-0.
- (EN) Florin Curta, Southeastern Europe in the Middle Ages, 500-1250, Cambridge, Cambridge University Press, 2006, ISBN 978-0-511-81563-8.
- (EN) Florin Curta, Eastern Europe in the Middle Ages (500-1300), BRILL, 2019, ISBN 978-90-04-39519-0.
- (EN) Plamen S. Cvetkov, A History of the Balkans: A Regional Overview from a Bulgarian Perspective, vol. 1, EM Text, 1993, ISBN 978-07-73-41956-8.
- (EN) John Van Antwerp Jr. Fine, The Early Medieval Balkans: A Critical Survey from the Sixth to the Late Twelfth Century, Ann Arbor, University of Michigan Press, 1991, ISBN 0-472-08149-7.
- (EN) Paul Fouracre, The New Cambridge Medieval History, c.500 - c.700, Cambridge, Cambridge University Press, 2015, ISBN 978-11-07-44906-0.
- (EN) Michael Frassetto, Encyclopedia of Barbarian Europe: Society in Transformation, ABC-CLIO, 2003, ISBN 978-15-76-07263-9.
- (EN) Edward Gibbon, The History of the Decline and Fall of the Roman Empire, vol. 4, Jazzybee Verlag, 2020, ISBN 978-38-49-65855-7.
- (EN) Peter B. Golden, Nomads and Their Neighbours in the Russian Steppe: Turks, Khazars and Qipchaqs, Ashgate/Variorum, 2003, ISBN 978-08-60-78885-0.
- (EN) Hasan Celâl Güzel, Cem Oğuz e Osman Karatay, The Turks: Early ages, vol. 1, Yeni Türkiye, 2002, ISBN 978-97-56-78256-9.
- (EN) Georgios Kardaras, Byzantium and the Avars, 6th-9th Century AD: Political, Diplomatic and Cultural Relations, BRILL, 2018, ISBN 978-90-04-38226-8.
- (EN) Janos Harmatta, The letter sent by the Turk Khagan to the Emperor Mauricius (PDF), in Acta Archaeologica Academiae Scientiarum Hungaricae, vol. 41, 2001,  pp. 109-118, DOI:10.1556/AAnt.41.2001.1-2.11.
- (EN) Lubomír E. Havlík, Great Moravia between the Franconians, Byzantium and Rome, in Centre and Periphery: Comparative Studies in Archaeology, Routledge, 2004,  pp. 227-237, ISBN 978-0-415-12253-5.
- (EN) Béla Köpeczi, László Makkai e András Mócsy, The period of Avar rule, in History of Transylvania: From the beginnings to 1606, Social Science Monographs, 2001,  pp. 218-244.
- (EN) Gyula Kristó, Hungarian History in the Ninth Century, Szegedi Középkorász Műhely, 1996, ISBN 978-1-4039-6929-3.
- Gian Carlo Menis, Gli Avari: un popolo d'Europa, Deputazione di storia patria per il Friuli, 1995.
- (EN) James Minahan, One Europe, Many Nations: A Historical Dictionary of European National Groups, Greenwood Publishing Group, 2000, ISBN 978-03-13-30984-7.
- (EN) Endre Neparáczki et al., Y-chromosome haplogroups from Hun, Avar and conquering Hungarian period nomadic people of the Carpathian Basin, in Scientific Reports, vol. 9, Nature Research, 2019, DOI:10.1038/s41598-019-53105-5.
- (EN) Walter Pohl, The Avars: A Steppe Empire in Central Europe, 567-822, Ithaca e Londra, Cornell University Press, 2018, ISBN 978-15-01-72940-9.
- (EN) András Róna-Tas, Hungarians and Europe in the Early Middle Ages: An Introduction to Early Hungarian History, CEU Press, 1999, ISBN 978-963-9116-48-1.
- (EN) Lukáš Šebest e Marian Baldovič, Detection of mitochondrial haplogroups in a small avar‐slavic population from the eighth–ninth century AD, in American Journal of Physical Anthropology, vol. 165, n. 3, American Association of Physical Anthropologists, 2018,  pp. 536-553, DOI:10.1002/ajpa.23380.
- (EN) Herbert Schutz, The Carolingians in Central Europe, Their History, Arts, and Architecture: A Cultural History of Central Europe, 750-900, BRILL, 2004, ISBN 90-04-13149-3.
- (EN) Denis Sinor, The Avars, in The Cambridge History of Early Inner Asia, Cambridge University Press, 1990, ISBN 978-0-521-24304-9.
- Giuseppe Staffa, I secoli bui del Medioevo, Newton Compton Editori, 2018, ISBN 978-88-22-72684-1.
- (EN) Ján Steinhübel, The Nitrian Principality: The Beginnings of Medieval Slovakia, BRILL, 2020, ISBN 978-90-04-43863-7.
- (EN) Peter F. Sugar e Péter Hanák, A History of Hungary, Indiana University Press, 1990, ISBN 978-02-53-20867-5.
- (EN) Alfried Wieczorek e Hans-Martin Hinz, Europe's Centre Around AD 1000, Theiss, 2000, ISBN 978-38-06-21549-6.